# Dél-Korea a 2020. évi nyári olimpiai játékokon
Dél-Korea a japán Tokióban megrendezett 2020. évi nyári olimpiai játékok egyik részt vevő nemzete. Az országot az olimpián 30 sportágban 235 sportoló képviselte, akik 20 érmet szereztek.

## Érmesek
| Érem  | Versenyző | Sportág       | Versenyszám             | Dátum        |
| ----- | --- | ------------- | ----------------------- | ------------ |
| Arany | Kim Dzsedok (Kim Je-deok) O Dzsinhjok (O Jin-hyeok) Kim Udzsin (Kim Woo-jin)                                       | Íjászat       | Férfi csapat            | július 26.   |
| Arany | An Szan (An San)                                                                                                   | Íjászat       | Női egyéni              | július 30.   |
| Arany | Kang Cshejong (Kang Chae-young) Csang Minhi (Jang Min-hee) An Szan (An San)                                        | Íjászat       | Női csapat              | július 25.   |
| Arany | Kim Dzsedok (Kim Je-deok) An Szan (An San)                                                                         | Íjászat       | Vegyes csapat           | július 24.   |
| Arany | Sin Dzsehvan (Shin Je-hwan)                                                                                        | Torna         | Férfi ugrás             | augusztus 2. |
| Arany | Ku Bongil (Gu Bon-gil) Kim Dzsonghvan (Kim Jonghwan) Kim Dzsunho (Kim Junho) O Szanguk (Oh Sang-uk)                | Vívás         | Férfi kard, csapat      | július 28.   |
| Ezüst | Cso Guham (Cho Gu-ham)                                                                                             | Cselgáncs     | Férfi félnehézsúly      | július 29.   |
| Ezüst | Kim Mindzsong (Kim Min-jeong)                                                                                      | Sportlövészet | Női sportpisztoly       | július 30.   |
| Ezüst | I Dabin (Lee Da-bin)                                                                                               | Taekwondo     | Női nehézsúly           | július 27.   |
| Ezüst | I Hjein (Lee Hye-in) Cshö Indzsong (Choi In-jeong) Kang Jongmi (Kang Young-mi) Szong Szera (Song Se-ra)            | Vívás         | Női párbajtőr, csapat   | július 27.   |
| Bronz | An Baul | Cselgáncs     | Férfi harmatsúly        | július 25.   |
| Bronz | An Cshangnim (An Changrim)                                                                                         | Cselgáncs     | Férfi könnyűsúly        | július 26.   |
| Bronz | Cson Ungthe (Jeon Ung-tae)                                                                                         | Öttusa        | Férfi                   | augusztus 7. |
| Bronz | Csang Dzsun (Jang Jun)                                                                                             | Taekwondo     | Férfi légsúly           | július 24.   |
| Bronz | In Gjodon (In Gyodon)                                                                                              | Taekwondo     | Férfi nehézsúly         | július 27.   |
| Bronz | Kong Hijong (Kong Hee-yong) Kim Szojong (Kim So-yeong)                                                             | Tollaslabda   | Női páros               | augusztus 2. |
| Bronz | Jo Szodzsong (Yeo Seo-jeong)                                                                                       | Torna         | Női ugrás               | augusztus 1. |
| Bronz | Kim Dzsonghvan (Kim Jeong-hwan)                                                                                    | Vívás         | Férfi kard, egyén       | július 24.   |
| Bronz | Szong Dzseho (Song Jae-ho) Kvon Jongdzsun (Kweon Young-jun) Pak Szangjong (Park Sang-yeong) Ma Szegon (Ma Se-geon) | Vívás         | Férfi párbajtőr, csapat | július 30.   |
| Bronz | Kim Dzsijon (Kim Ji-yeon) Szo Dzsijon (Seo Ji-yeon) Jun Dzsiszu (Yoon Ji-su) Cshö Szujon (Choi Soo-yeon)           | Vívás         | Női kard, csapat        | július 31.   |

## Asztalitenisz
Férfi
| Versenyző                                                                            | Versenyszám | Selejtező         | 64-es főtábla     | 48-as főtábla     | 32-es főtábla                                                          | Nyolcaddöntő                                                    | Negyeddöntő                                                          | Elődöntő                                                                                   | Döntő                                                                              | Helyezés |
| Versenyző                                                                            | Versenyszám | Ellenfél Eredmény | Ellenfél Eredmény | Ellenfél Eredmény | Ellenfél Eredmény                                                      | Ellenfél Eredmény                                               | Ellenfél Eredmény                                                    | Ellenfél Eredmény                                                                          | Ellenfél Eredmény                                                                  | Helyezés |
| ------------------------------------------------------------------------------------ | ----------- | ----------------- | ----------------- | ----------------- | ---------------------------------------------------------------------- | --------------------------------------------------------------- | -------------------------------------------------------------------- | ------------------------------------------------------------------------------------------ | ---------------------------------------------------------------------------------- | -------- |
| Csong Jongsik (Jeong Young-Sik)                                                      | Egyes       | erőnyerő          | erőnyerő          | erőnyerő          | Panajótisz Giónisz (GRE) · 7–11, 11–7, 8–11, 10–12, 12–10, 11–6, 14–12 | Timo Boll (GER) · 11–8, 7–11, 11–7, 11–9, 11–4                  | Fan Csen-tung (Fan Zhendong) (CHN) · 10–12, 9–11, 6–11, 5–11         | kiesett                                                                                    | kiesett                                                                            | 5.       |
| Csang Udzsin (Jang Woo-jin)                                                          | Egyes       | erőnyerő          | erőnyerő          | erőnyerő          | Paul Drinkhall (GBR) · 7–11, 12–10, 11–8, 11–8, 11–7                   | Hugo Calderano (BRA) · 7–11, 11–9, 11–6, 9–11, 11–4, 5–11, 6–11 | kiesett                                                              | kiesett                                                                                    | kiesett                                                                            | 9.       |
| Csong Jongsik (Jeong Young-Sik) I Szangszu (Lee Sang-Su) Csang Udzsin (Jang Woo-jin) | Csapat      |                   |                   |                   |                                                                        | Szlovénia (SLO) · Darko Jorgić · Deni Kožul · Bojan Tokič · 3–1 | Brazília (BRA) · Hugo Calderano · Vitor Ishiy · Gustavo Tsuboi · 3–0 | Kína (CHN) · Fan Csen-tung (Fan Zhengdong) · Hszü Hszin (Xu Xin) · Ma Lung (Ma Long) · 0–3 | Bronzmérkőzés · Japán (JPN) · Mizutani Dzsun · Niva Kóki · Harimoto Tomokazu · 1–3 | 4.       |

Női
| Versenyző                                                      | Versenyszám | Selejtező         | 64-es főtábla                                   | 48-as főtábla                                                 | 32-es főtábla                                                         | Nyolcaddöntő                                                          | Negyeddöntő                                                                                  | Elődöntő          | Döntő             | Helyezés |
| Versenyző                                                      | Versenyszám | Ellenfél Eredmény | Ellenfél Eredmény                               | Ellenfél Eredmény                                             | Ellenfél Eredmény                                                     | Ellenfél Eredmény                                                     | Ellenfél Eredmény                                                                            | Ellenfél Eredmény | Ellenfél Eredmény | Helyezés |
| -------------------------------------------------------------- | ----------- | ----------------- | ----------------------------------------------- | ------------------------------------------------------------- | --------------------------------------------------------------------- | --------------------------------------------------------------------- | -------------------------------------------------------------------------------------------- | ----------------- | ----------------- | -------- |
| Cson Dzsihi (Jeon Ji-Hee)                                      | Egyes       | erőnyerő          | erőnyerő                                        | erőnyerő                                                      | Jia Nan Yuan (FRA) · 12–10, 11–4, 8–11, 11–9, 8–11, 8–11, 11–4        | Jia Liu (AUT) · 11–1, 10–12, 11–3, 11–3, 11–4                         | Itó Mima (JPN) · 5–11, 1–11, 10–12, 6–11                                                     | kiesett           | kiesett           | 5.       |
| Sin Jubin (Shin Yu-bin)                                        | Egyes       | erőnyerő          | Chelsea Edghill (GUY) · 11–7, 11–8, 11–1, 12–10 | Xia Lian Ni (LUX) · 2–11, 19–17, 5–11, 11–7, 11–8, 8–11, 11–5 | Tou Hój-kam (Doo Hoi Kem) (HKG) · 10–12, 5–11, 11–8, 11–8, 4–11, 6–11 | kiesett                                                               | kiesett                                                                                      | kiesett           | kiesett           | 17.      |
| Cson Dzsihi (Jeon Ji-Hee) Choi Hyo-joo Sin Jubin (Shin Yu-bin) | Csapat      |                   |                                                 |                                                               |                                                                       | Lengyelország (POL) · Natalia Bajor · Qian Li · Natalia Partyka · 3–0 | Németország (GER) · Han Jing (Han Ying) · San Hsziao-na (Shan Xiaona) · Petrissa Solja · 2–3 | kiesett           | kiesett           | 5.       |

Vegyes
| Versenyző                                          | Versenyszám  | Nyolcaddöntő                                                              | Negyeddöntő                                                                                                   | Elődöntő          | Döntő             | Helyezés |
| Versenyző                                          | Versenyszám  | Ellenfél Eredmény                                                         | Ellenfél Eredmény                                                                                             | Ellenfél Eredmény | Ellenfél Eredmény | Helyezés |
| -------------------------------------------------- | ------------ | ------------------------------------------------------------------------- | --- | ----------------- | ----------------- | -------- |
| Cson Dzsihi (Jeon Ji-Hee) I Szangszu (Lee Sang-Su) | Vegyes páros | Egyiptom (EGY) · Omar Assar · Dina Meshref · 9–11, 11–3, 11–5, 11–7, 11–8 | Tajvan (TPE) · Lin Jün-zsu (Lin Yun-ju) · Cseng Ji-csing (Cheng I-ching) · 11–7, 4–11, 11–7, 7–11, 8–11, 7–11 | kiesett           | kiesett           | 5.       |

## Atlétika
Férfi
| Versenyző                           | Versenyszám     | Döntő         | Döntő         |
| Versenyző                           | Versenyszám     | Idő           | Helyezés      |
| ----------------------------------- | --------------- | ------------- | ------------- |
| Sim Dzsongszop (Sim Jong-seop)      | Maraton         | 2:20:36       | 48.           |
| Oh Joo-han                          | Maraton         | nem ért célba | nem ért célba |
| Cshö Bjonggvang (Choi Byeong-gwang) | 20 km gyaloglás | 1:28:12       | 37.           |

| Versenyző                    | Versenyszám | Selejtező | Selejtező | Döntő    | Döntő    |
| Versenyző                    | Versenyszám | Eredmény  | Helyezés  | Eredmény | Helyezés |
| ---------------------------- | ----------- | --------- | --------- | -------- | -------- |
| U Szanghjok (Woo Sang-hyeok) | Magasugrás  | 228 cm    | 9.*       | 235 cm   | 4.       |
| Csin Minszop                 | Rúdugrás    | 550 cm    | 19.*      | kiesett  | kiesett  |

Női
| Versenyző             | Versenyszám | Döntő   | Döntő    |
| Versenyző             | Versenyszám | Idő     | Helyezés |
| --------------------- | ----------- | ------- | -------- |
| Choi Kyung-sun        | Maraton     | 2:35:33 | 34.      |
| An Szulgi (An Seulgi) | Maraton     | 2:41:11 | 57.      |

* - egy másik versenyzővel azonos eredményt ért el

## Baseball
| Dél-koreai férfi baseballcsapat-játékoskeret | Dél-koreai férfi baseballcsapat-játékoskeret |
| --- | --- |
| - Kang Baek-ho - Yang Eui-ji - Lee Eui-lee - Park Hae-min - Kim Hye-seong - Kim Hyun-soo - Hwang Jae-gyun - Oh Jae-il - Oh Ji-hwan - Kim Jin-uk - Choi Joo-hwan - Ko Young-pyo | - Lee Jung-hoo - Hur Kyoung-min - Park Kun-woo - Kang Min-ho - Kim Min-woo - Cho Sang-woo - Park Se-woong - O Szunghvan - Won Tae-in - Choi Won-joon - Cha Woo-chan - Go Woo-suk |

### Eredmények
Csoportkör
B csoport
| Hely. | Csapat                 | M | Gy | V | F+ | F– | Fk |
| ----- | ---------------------- | - | -- | - | -- | -- | -- |
| 1.    | Egyesült Államok (USA) | 2 | 2  | 0 | 12 | 3  | +9 |
| 2.    | Dél-Korea (KOR)        | 2 | 1  | 1 | 8  | 9  | –1 |
| 3.    | Izrael (ISR)           | 2 | 0  | 2 | 6  | 14 | –8 |

1. forduló
- július 29., 19:00 (12:00)

| Csapat          | 1 | 2 | 3 | 4 | 5 | 6 | 7 | 8 | 9 | 10 | F | T  | H |
| --------------- | - | - | - | - | - | - | - | - | - | -- | - | -- | - |
| Izrael (ISR)    | 0 | 0 | 2 | 0 | 0 | 2 | 0 | 0 | 1 | 0  | 5 | 7  | 0 |
| Dél-Korea (KOR) | 0 | 0 | 0 | 2 | 0 | 0 | 3 | 0 | 0 | 1  | 6 | 11 | 0 |

3. forduló
- július 31., 19:00 (12:00)

| Csapat                 | 1 | 2 | 3 | 4 | 5 | 6 | 7 | 8 | 9 | F | T | H |
| ---------------------- | - | - | - | - | - | - | - | - | - | - | - | - |
| Dél-Korea (KOR)        | 1 | 0 | 0 | 0 | 0 | 0 | 0 | 0 | 1 | 2 | 5 | 0 |
| Egyesült Államok (USA) | 0 | 0 | 0 | 2 | 2 | 0 | 0 | 0 | X | 4 | 6 | 0 |

Egyenes kieséses szakasz
1. forduló
- augusztus 1., 19:00 (12:00)

| Csapat                      | 1 | 2 | 3 | 4 | 5 | 6 | 7 | 8 | 9 | F | T  | H |
| --------------------------- | - | - | - | - | - | - | - | - | - | - | -- | - |
| Dominikai Köztársaság (DOM) | 1 | 0 | 0 | 2 | 0 | 0 | 0 | 0 | 0 | 3 | 6  | 0 |
| Dél-Korea (KOR)             | 1 | 0 | 0 | 0 | 0 | 0 | 0 | 0 | 3 | 4 | 12 | 1 |

2. forduló
- augusztus 2., 12:00 (5:00)

| Csapat          | 1 | 2 | 3 | 4 | 5 | 6 | 7 | 8 | 9 | F  | T  | H |
| --------------- | - | - | - | - | - | - | - | - | - | -- | -- | - |
| Izrael (ISR)    | 0 | 0 | 0 | 0 | 1 | 0 | 0 |   |   | 1  | 3  | 2 |
| Dél-Korea (KOR) | 1 | 2 | 0 | 0 | 7 | 0 | 1 |   |   | 11 | 18 | 0 |

Elődöntő
- augusztus 4., 19:00 (12:00)

| Csapat          | 1 | 2 | 3 | 4 | 5 | 6 | 7 | 8 | 9 | F | T | H |
| --------------- | - | - | - | - | - | - | - | - | - | - | - | - |
| Dél-Korea (KOR) | 0 | 0 | 0 | 0 | 0 | 2 | 0 | 0 | 0 | 2 | 7 | 1 |
| Japán (JPN)     | 0 | 0 | 1 | 0 | 1 | 0 | 0 | 3 | X | 5 | 9 | 1 |

- augusztus 5., 19:00 (12:00)

| Csapat                 | 1 | 2 | 3 | 4 | 5 | 6 | 7 | 8 | 9 | F | T | H |
| ---------------------- | - | - | - | - | - | - | - | - | - | - | - | - |
| Dél-Korea (KOR)        | 0 | 0 | 0 | 0 | 1 | 0 | 1 | 0 | 0 | 2 | 7 | 0 |
| Egyesült Államok (USA) | 0 | 1 | 0 | 1 | 0 | 5 | 0 | 0 | X | 7 | 9 | 1 |

Bronzmérkőzés
- augusztus 7., 12:00 (5:00)

| Csapat                      | 1 | 2 | 3 | 4 | 5 | 6 | 7 | 8 | 9 | F  | T  | H |
| --------------------------- | - | - | - | - | - | - | - | - | - | -- | -- | - |
| Dominikai Köztársaság (DOM) | 4 | 0 | 0 | 0 | 1 | 0 | 0 | 5 | 0 | 10 | 14 | 0 |
| Dél-Korea (KOR)             | 0 | 1 | 0 | 1 | 4 | 0 | 0 | 0 | 0 | 6  | 13 | 0 |

| Csapat          | Helyezés |
| --------------- | -------- |
| Dél-Korea (KOR) | 4.       |

## Birkózás
Férfi
Kötöttfogású
| Versenyző                  | Versenyszám | Selejtező                      | Nyolcaddöntő                         | Negyeddöntő       | Elődöntő          | Vigaszág elődöntő | Bronz- mérkőzés   | Döntő             | Helyezés |
| Versenyző                  | Versenyszám | Ellenfél Eredmény              | Ellenfél Eredmény                    | Ellenfél Eredmény | Ellenfél Eredmény | Ellenfél Eredmény | Ellenfél Eredmény | Ellenfél Eredmény | Helyezés |
| -------------------------- | ----------- | ------------------------------ | ------------------------------------ | ----------------- | ----------------- | ----------------- | ----------------- | ----------------- | -------- |
| Rju Hanszu (Ryu Han-su)    | 67 kg       | Abdelmalek Merabet (ALG) · 7–6 | Mohamed Ibrahim El-Sayed (EGY) · 6–7 | kiesett           | kiesett           | kiesett           | kiesett           | kiesett           | 7.       |
| Kim Minszok (Kim Min-seok) | 130 kg      |                                | Amin Mirzazadeh (IRI) · 0–6          | kiesett           | kiesett           | kiesett           | kiesett           | kiesett           | 14.      |

## Cselgáncs
Férfi
| Versenyző                    | Versenyszám  | Selejtező         | 32-es főtábla                    | Nyolcaddöntő                             | Negyeddöntő                           | Elődöntő                                  | Vigaszág elődöntő                       | Bronz- mérkőzés                     | Döntő                          | Helyezés |
| Versenyző                    | Versenyszám  | Ellenfél Eredmény | Ellenfél Eredmény                | Ellenfél Eredmény                        | Ellenfél Eredmény                     | Ellenfél Eredmény                         | Ellenfél Eredmény                       | Ellenfél Eredmény                   | Ellenfél Eredmény              | Helyezés |
| ---------------------------- | ------------ | ----------------- | -------------------------------- | ---------------------------------------- | ------------------------------------- | ----------------------------------------- | --------------------------------------- | ----------------------------------- | ------------------------------ | -------- |
| Kim Vondzsin (Kim Won-Jin)   | Légsúly      |                   | erőnyerő                         | Eric Takabatake (BRA) · 10(0)–00(2)      | Jeldosz Szmetov (KAZ) · 00(1)–10(1)   |                                           | Lukhumi Chkhvimiani (GEO) · 10(0)–00(2) | Luka Mkheidze (FRA) · 00(3)–10(0)   |                                | 5.       |
| An Baul                      | Harmatsúly   |                   | erőnyerő                         | Ian Sancho (CRC) · 10(0)–00(0)           | Adrian Gomboc (SLO) · 10(0)–00(3)     | Vazha Margvelashvili (GEO) · 00(1)–01(2)  |                                         | Manuel Lombardo (ITA) · 10(0)–00(0) |                                |          |
| An Cshangnim (An Changrim)   | Könnyűsúly   | erőnyerő          | Fabio Basile (ITA) · 01(1)–00(1) | Khikmatillokh Turaev (UZB) · 01(1)–00(1) | Tohar Butbul (ISR) · 01(1)–00(1)      | Lasha Shavdatuashvili (GEO) · 00(3)–10(1) |                                         | Rüstəm Orucov (AZE) · 01(2)–00(2)   |                                |          |
| Lee Sung-ho                  | Váltósúly    | erőnyerő          | Nacif Elias (LBN) · 10(1)–00(2)  | Tato Grigalashvili (GEO) · 00(0)–10(0)   | kiesett                               | kiesett                                   | kiesett                                 | kiesett                             | kiesett                        | 9.       |
| Kvak Tonghan (Gwak Dong-han) | Középsúly    | erőnyerő          | Kwadjo Anani (GHA) · 10(0)–00(0) | Eduard Trippel (GER) · 00(0)–10(0)       | kiesett                               | kiesett                                   | kiesett                                 | kiesett                             | kiesett                        | 9.       |
| Cso Guham (Cho Gu-ham)       | Félnehézsúly |                   | erőnyerő                         | Aleksandar Kukolj (SRB) · 10(1)–00(1)    | Karl-Richard Frey (GER) · 01(2)–00(2) | Jorge Fonseca (POR) · 01(2)–00(0)         |                                         |                                     | Aaron Wolf (JPN) · 00(2)–10(2) |          |
| Kim Mindzsong (Kim Min-jong) | Nehézsúly    |                   | erőnyerő                         | Haraszava Hiszajosi (JPN) · 00(1)–01(2)  | kiesett                               | kiesett                                   | kiesett                                 | kiesett                             | kiesett                        | 9.       |

Női
| Versenyző                     | Versenyszám  | 32-es főtábla                         | Nyolcaddöntő                             | Negyeddöntő                          | Elődöntő                              | Vigaszág elődöntő               | Bronz- mérkőzés                  | Döntő             | Helyezés |
| Versenyző                     | Versenyszám  | Ellenfél Eredmény                     | Ellenfél Eredmény                        | Ellenfél Eredmény                    | Ellenfél Eredmény                     | Ellenfél Eredmény               | Ellenfél Eredmény                | Ellenfél Eredmény | Helyezés |
| ----------------------------- | ------------ | ------------------------------------- | ---------------------------------------- | ------------------------------------ | ------------------------------------- | ------------------------------- | -------------------------------- | ----------------- | -------- |
| Kang Yu-jeong                 | Légsúly      | Maruša Štangar (SLO) · 01(0)–10(0)    | kiesett                                  | kiesett                              | kiesett                               | kiesett                         | kiesett                          | kiesett           | 17.      |
| Park Da-szol                  | Harmatsúly   | Taciana Cesar (GBS) · 11(0)–00(0)     | Natalja Kuzjutyina (ROC) · 01(0)–00(1)   | Amandine Buchard (FRA) · 00(0)–10(0) |                                       | Pupp Réka (HUN) · 00(0)–01(0)   | kiesett                          |                   | 7.       |
| Kim Dzsiszu (Kim Ji-su)       | Könnyűsúly   | Miryam Roper (PAN) · 10(2)–00(0)      | Sarah-Léonie Cysique (FRA) · 00(2)–01(0) | kiesett                              | kiesett                               | kiesett                         | kiesett                          | kiesett           | 9.       |
| Han Hee-ju                    | Váltósúly    | Tina Trstenjak (SLO) · 00(2)–01(1)    | kiesett                                  | kiesett                              | kiesett                               | kiesett                         | kiesett                          | kiesett           | 17.      |
| Kim Szongjon (Kim Seong-yeon) | Középsúly    | Ayuk Sophina (CMR) · 10(0)–00(1)      | Michaela Polleres (AUT) · 00(1)–01(2)    | kiesett                              | kiesett                               | kiesett                         | kiesett                          | kiesett           | 9.       |
| Jun Hjondzsi (Yoon Hyun-ji)   | Félnehézsúly | Nefeli Papadakis (USA) · 10(0)–00(0)  | Natalie Powell (GBR) · 11(1)–00(1)       | Guusje Steenhuis (NED) · 10(1)–00(3) | Madeleine Malonga (FRA) · 00(3)–10(0) |                                 | Mayra Aguiar (BRA) · 00(1)–10(1) |                   | 5.       |
| Han Mi-jin                    | Nehézsúly    | Tessie Savelkouls (NED) · 01(1)–00(2) | Marina Szluckaja (BLR) · 10(0)–00(0)     | Iryna Kindzerska (AZE) · 00(0)–01(1) |                                       | Kayra Sayit (TUR) · 00(0)–10(0) | kiesett                          |                   | 7.       |

Vegyes csapat
| Versenyző | Versenyszám   | Nyolcaddöntő         | Negyeddöntő       | Elődöntő          | Vigaszág elődöntő | Bronz- mérkőzés   | Döntő             | Helyezés |
| Versenyző | Versenyszám   | Ellenfél Eredmény    | Ellenfél Eredmény | Ellenfél Eredmény | Ellenfél Eredmény | Ellenfél Eredmény | Ellenfél Eredmény | Helyezés |
| --- | ------------- | -------------------- | ----------------- | ----------------- | ----------------- | ----------------- | ----------------- | -------- |
| Kim Dzsiszu (Kim Ji-su) An Cshangnim (An Changrim) Kim Mindzsong (Kim Min-jong) Kim Szongjon (Kim Seong-yeon) Kvak Tonghan (Gwak Dong-han) | Vegyes csapat | Mongólia (MGL) · 1–4 | kiesett           | kiesett           | kiesett           | kiesett           | kiesett           | 9.       |

## Evezés
Női
| Versenyző       | Versenyszám  | Előfutam | Előfutam | Vigaszág | Vigaszág | Negyeddöntő | Negyeddöntő | Elődöntő | Elődöntő | Elődöntő | Döntő | Döntő   | Döntő | Helyezés |
| Versenyző       | Versenyszám  | Idő      | Hely.    | Idő      | Hely.    | Idő         | Hely.       | Típus    | Idő      | Hely.    | Típus | Idő     | Hely. | Helyezés |
| --------------- | ------------ | -------- | -------- | -------- | -------- | ----------- | ----------- | -------- | -------- | -------- | ----- | ------- | ----- | -------- |
| Jeong Hye-jeong | Egypárevezős | 8:12,15  | 5.       | 8:26,73  | 2.       | 8:38,70     | 6.          | C/D      | 8:06,32  | 6.       | D     | 8:06,13 | 6.    | 24.      |

## Golf
| Versenyző                   | Versenyszám  | 1. forduló | 1. forduló | 2. forduló | 2. forduló | 3. forduló | 3. forduló | 4. forduló | 4. forduló | Összesen | Összesen | Összesen |
| Versenyző                   | Versenyszám  | Pont       | Par        | Pont       | Par        | Pont       | Par        | Pont       | Par        | Pontszám | Par      | Helyezés |
| --------------------------- | ------------ | ---------- | ---------- | ---------- | ---------- | ---------- | ---------- | ---------- | ---------- | -------- | -------- | -------- |
| Im Sung-jae                 | Férfi egyéni | 70         | −1         | 73         | +2         | 63         | −8         | 68         | −3         | 274      | −10      | 22.      |
| Kim Si-woo                  | Férfi egyéni | 68         | −3         | 71         | 0          | 70         | −1         | 67         | −4         | 276      | −8       | 32.      |
| Ko Dzsinjong (Ko Jin-young) | Női egyéni   | 68         | −3         | 67         | −4         | 71         | 0          | 68         | −3         | 274      | −10      | 9.       |
| Kim Hjodzsu (Kim Hyo-joo)   | Női egyéni   | 70         | −1         | 68         | −3         | 70         | −1         | 67         | −4         | 275      | −9       | 15.      |
| Pak Inbi (Park In-bi)       | Női egyéni   | 69         | −2         | 70         | −1         | 71         | 0          | 69         | −2         | 279      | −5       | 23.      |
| Kim Szejong (Kim Seyeong)   | Női egyéni   | 69         | −2         | 69         | −2         | 68         | −3         | 68         | −3         | 274      | −10      | 9.       |

## Íjászat
Férfi
| Versenyző                                                                    | Versenyszám | Selejtező | Selejtező | 64-es főtábla                    | 32-es főtábla                   | Nyolcaddöntő                            | Negyeddöntő                                                       | Elődöntő                                                               | Döntő | Helyezés |
| Versenyző                                                                    | Versenyszám | Pont      | Kiemelés  | Ellenfél Eredmény                | Ellenfél Eredmény               | Ellenfél Eredmény                       | Ellenfél Eredmény                                                 | Ellenfél Eredmény                                                      | Ellenfél Eredmény | Helyezés |
| ---------------------------------------------------------------------------- | ----------- | --------- | --------- | -------------------------------- | ------------------------------- | --------------------------------------- | ----------------------------------------------------------------- | ---------------------------------------------------------------------- | --- | -------- |
| Kim Dzsedok (Kim Je-deok)                                                    | Egyéni      | 688       | 1.        | Areneo David (MAW) (64.) · 6–0   | Florian Unruh (GER) (33.) · 3–7 | kiesett                                 | kiesett                                                           | kiesett                                                                | kiesett | 17.      |
| O Dzsinhjok (O Jin-hyeok)                                                    | Egyéni      | 681       | 3.        | Mohamed Hammed (TUN) (62.) · 6–0 | Atanu Das (IND) (35.) · 5–6     | kiesett                                 | kiesett                                                           | kiesett                                                                | kiesett | 17.      |
| Kim Udzsin (Kim Woo-jin)                                                     | Egyéni      | 680       | 4.        | Balogh Mátyás (HUN) (61.) · 6–0  | Pierre Plihon (FRA) (36.) · 6–2 | Khairul Anuar Mohamad (MAS) (20.) · 6–0 | Tang Cse-csün (Tang Chih-chun) (TPE) (12.) · 4–6                  | kiesett                                                                | kiesett | 5.       |
| Kim Dzsedok (Kim Je-deok) O Dzsinhjok (O Jin-hyeok) Kim Udzsin (Kim Woo-jin) | Csapat      | 2049      | 1.        |                                  |                                 | erőnyerő                                | India (IND) · Atanu Das · Pravin Jadhav · Tarundíp Rái (9.) · 6–0 | Japán (JPN) · Furukava Takaharu · Kavata Júki · Mutó Hiroki (4.) · 5–4 | Tajvan (TPE) · Tang Cse-csün (Tang Chih-chun) · Vej Csün-hang (Wei Chun-heng) · Teng Jü-cseng (Deng Yu-cheng) (6.) · 6–0 |          |

Női
| Versenyző                                                                   | Versenyszám | Selejtező | Selejtező | 64-es főtábla                      | 32-es főtábla                             | Nyolcaddöntő                     | Negyeddöntő                                                                         | Elődöntő                                                                                          | Döntő | Helyezés |
| Versenyző                                                                   | Versenyszám | Pont      | Kiemelés  | Ellenfél Eredmény                  | Ellenfél Eredmény                         | Ellenfél Eredmény                | Ellenfél Eredmény                                                                   | Ellenfél Eredmény                                                                                 | Ellenfél Eredmény                                                                                                  | Helyezés |
| --------------------------------------------------------------------------- | ----------- | --------- | --------- | ---------------------------------- | ----------------------------------------- | -------------------------------- | ----------------------------------------------------------------------------------- | ------------------------------------------------------------------------------------------------- | --- | -------- |
| Kang Cshejong (Kang Chae-young)                                             | Egyéni      | 675       | 3.        | Adriana Espinosa (ECU) (62.) · 6–0 | Veronyika Marcsenko (UKR) (35.) · 7–1     | Yasemin Anagöz (TUR) (19.) · 6–2 | Jelena Oszipova (ROC) (22.) · 1–7                                                   | kiesett                                                                                           | kiesett | 7.       |
| Csang Minhi (Jang Min-hee)                                                  | Egyéni      | 677       | 2.        | Amal Adam (EGY) (63.) · 6–0        | Nakamura Miki (JPN) (31.) · 2–6           | kiesett                          | kiesett                                                                             | kiesett                                                                                           | kiesett | 17.      |
| An Szan (An San)                                                            | Egyéni      | 680       | 1.        | Marlyse Hourtou (CHA) (64.) · 6–0  | Ane Marcelle dos Santos (BRA) (33.) · 7–1 | Hajakava Ren (JPN) (16.) · 6–4   | Dipika Kumári (IND) (9.) · 6–0                                                      | Mackenzie Brown (USA)(5.) · 6–5                                                                   | Jelena Oszipova (ROC) (22.) · 6–4                                                                                  |          |
| Kang Cshejong (Kang Chae-young) Csang Minhi (Jang Min-hee) An Szan (An San) | Csapat      | 2032      | 1.        |                                    |                                           | erőnyerő                         | Olaszország (ITA) · Tatiana Andreoli · Lucilla Boari · Chiara Rebagliati (8.) · 6–0 | Fehéroroszország (BLR) · Karina Dzjominszkaja · Karina Kazlovszkaja · Hanna Maruszava (12.) · 5–1 | Az Orosz Olimpiai Bizottság versenyzői (ROC) · Szvetlana Gombojeva · Jelena Oszipova · Kszenyija Perova (6.) · 6–0 |          |

Vegyes csapat
| Versenyző                                  | Versenyszám | Selejtező | Selejtező | Nyolcaddöntő                                              | Negyeddöntő                                            | Elődöntő                                                    | Döntő                                                           | Helyezés |
| Versenyző                                  | Versenyszám | Pont      | Kiemelés  | Ellenfél Eredmény                                         | Ellenfél Eredmény                                      | Ellenfél Eredmény                                           | Ellenfél Eredmény                                               | Helyezés |
| ------------------------------------------ | ----------- | --------- | --------- | --------------------------------------------------------- | ------------------------------------------------------ | ----------------------------------------------------------- | --------------------------------------------------------------- | -------- |
| Kim Dzsedok (Kim Je-deok) An Szan (An San) | Vegyes      | 1368      | 1.        | Banglades (BAN) · Ruman Shana · Diya Siddique (16.) · 6–0 | India (IND) · Pravin Jadhav · Dipika Kumári (9.) · 6–2 | Mexikó (MEX) · Luis Alvárez · Alejandra Valencia (4.) · 5–1 | Hollandia (NED) · Gabriela Schloesser · Steve Wijler (6.) · 5–3 |          |

## Kajak-kenu

### Gyorsasági
Férfi
| Versenyző                  | Versenyszám       | Előfutam | Előfutam | Előfutam | Negyeddöntő | Negyeddöntő | Negyeddöntő | Elődöntő | Elődöntő | Elődöntő | Döntő | Döntő  | Döntő    | Helyezés |
| Versenyző                  | Versenyszám       | Idő      | Hely.    | Össz.    | Idő         | Hely.       | Össz.       | Idő      | Hely.    | Össz.    | Típus | Idő    | Helyezés | Helyezés |
| -------------------------- | ----------------- | -------- | -------- | -------- | ----------- | ----------- | ----------- | -------- | -------- | -------- | ----- | ------ | -------- | -------- |
| Cso Gvanghi (Jo Gwang-hui) | Kajak egyes 200 m | 35,738   | 3.       | 14.      | 35,048      | 1.          | 2.          | 36,094   | 6.       | 12.      | B     | 36,440 | 5.       | 13.      |

## Karate
Férfi
| Versenyző    | Versenyszám | Csoportkör selejtező | Csoportkör selejtező | Csoportkör selejtező | Csoportkör rangsoroló                                                  | Csoportkör rangsoroló | Csoportkör rangsoroló | Bronz- mérkőzés            | Bronz- mérkőzés | Döntő         | Döntő      | Helyezés |
| Versenyző    | Versenyszám | Ellenfelek pont | Saját pont           | Hely.                | Ellenfelek pont                                                        | Saját pont            | Hely.                 | Ellenfél pont              | Saját pont      | Ellenfél pont | Saját pont | Helyezés |
| ------------ | ----------- | --- | -------------------- | -------------------- | ---------------------------------------------------------------------- | --------------------- | --------------------- | -------------------------- | --------------- | ------------- | ---------- | -------- |
| Park Hee-jun | Kata        | A csoport · Damián Quintero (ESP) · 27,37 · Ariel Torres (USA) · 26,19 · Ilja Smorguner (GER) · 24,56 · Mohammad Al-Mosawi (KUW) · 24,28 | 25,62                | 3.                   | A csoport · Damián Quintero (ESP) · 27,28 · Ariel Torres (USA) · 26,46 | 25,98                 | 3.                    | Ali Sofuoğlu (TUR) · 27,26 | 26,14           |               |            | 5.       |

## Kerékpározás

### Országúti kerékpározás
Női
| Versenyző           | Versenyszám   | Idő             | Helyezés |
| ------------------- | ------------- | --------------- | -------- |
| Na Arum (Na A-reum) | Mezőnyverseny | 4:01:08 (+8:23) | 38.      |

### Pálya-kerékpározás
Sprintversenyek
| Versenyző                | Versenyszám | Selejtező | Selejtező | 1. forduló                   | Vigaszág                                            | Vigaszág | 2. forduló           | Vigaszág             | Nyolcaddöntő         | Vigaszág               | Vigaszág | Negyeddöntő          | 5–8. helyért           | 5–8. helyért | Elődöntő             | Döntő                | Helyezés |
| Versenyző                | Versenyszám | Idő       | Hely.     | Ellenfél Győztes idő         | Ellenfelek Győztes idő                              | Hely.    | Ellenfél Győztes idő | Ellenfél Győztes idő | Ellenfél Győztes idő | Ellenfelek Győztes idő | Hely.    | Ellenfél Győztes idő | Ellenfelek Győztes idő | Hely.        | Ellenfél Győztes idő | Ellenfél Győztes idő | Helyezés |
| ------------------------ | ----------- | --------- | --------- | ---------------------------- | --------------------------------------------------- | -------- | -------------------- | -------------------- | -------------------- | ---------------------- | -------- | -------------------- | ---------------------- | ------------ | -------------------- | -------------------- | -------- |
| I Hjedzsin (Lee Hye-jin) | Női egyéni  | 10,904    | 21.       | Mathilde Gros (FRA) · 11,216 | Madalyn Godby (USA) · Darja Smeljova (ROC) · 11,372 | 2.       | kiesett              | kiesett              | kiesett              | kiesett                | kiesett  | kiesett              | kiesett                | kiesett      | kiesett              | kiesett              | 21.      |

Keirin
| Versenyző                | Versenyszám | 1. forduló | Vigaszág | Negyeddöntő | Elődöntő | 7–12. helyért | Döntő    | Helyezés |
| Versenyző                | Versenyszám | Helyezés   | Helyezés | Helyezés    | Helyezés | Helyezés      | Helyezés | Helyezés |
| ------------------------ | ----------- | ---------- | -------- | ----------- | -------- | ------------- | -------- | -------- |
| I Hjedzsin (Lee Hye-jin) | Női         | 3.         | 3.       | kiesett     | kiesett  | kiesett       | kiesett  | 19.      |

## Kézilabda

### Női
| Dél-koreai női kézilabdacsapat-játékoskeret | Dél-koreai női kézilabdacsapat-játékoskeret |
| --- | --- |
| - Kim Boun (Gim Bo-eun) - Csong Dzsinhi (Jeong Jin-hui) - Kim Dzsini (Kim Jin-yi) - Kang Gjongmin (Kang Kyung-min) - Sim Hein (Sim Hae-in) - Jo Ha-rang - Ju Hui - Jung Ji-in | - Kim Yun-ji - Csong Jura (Jung Yu-ra) - I Migjong (Lee Mi-gyeong) - Won Seon-pil - Cshö Szumin (Choi Su-min) - Ju Unhi (Ryu Eun-hee) - Kang Unhje (Kang Eun-hye) |
| Szövetségi kapitány: Kang Dzsevon (Kang Jae-won) | |

#### Eredmények
Csoportkör
A csoport
| Hely. | Csapat           | M | Gy | D | V | G+  | G–  | Gk  | P  | Továbbjutás |
| ----- | ---------------- | - | -- | - | - | --- | --- | --- | -- | ----------- |
| 1.    | Norvégia (NOR)   | 5 | 5  | 0 | 0 | 170 | 123 | +47 | 10 | Negyeddöntő |
| 2.    | Hollandia (NED)  | 5 | 4  | 0 | 1 | 169 | 143 | +26 | 8  | Negyeddöntő |
| 3.    | Montenegró (MNE) | 5 | 2  | 0 | 3 | 139 | 142 | −3  | 4  | Negyeddöntő |
| 4.    | Dél-Korea (KOR)  | 5 | 1  | 1 | 3 | 147 | 165 | −18 | 3  | Negyeddöntő |
| 5.    | Angola (ANG)     | 5 | 1  | 1 | 3 | 130 | 156 | −26 | 3  |             |
| 6.    | Japán (JPN) (R)  | 5 | 1  | 0 | 4 | 124 | 150 | −26 | 2  |             |

1. 1 2  Dél-Korea 31–31 Angola

| 2021. július 25. 16:15 (9:15) | Norvégia (NOR) | 39–27       | Dél-Korea (KOR)         | Jojogi Nemzeti Sportcsarnok, Tokió Játékvezetők: Bonaventura, Bonaventura (FRA) |
| 2021. július 25. 16:15 (9:15) | Brattset 11    | (18–10)     | Sim Hein (Sim Hae-in) 5 | Jojogi Nemzeti Sportcsarnok, Tokió Játékvezetők: Bonaventura, Bonaventura (FRA) |
| 2021. július 25. 16:15 (9:15) | 5×             | Jegyzőkönyv | 2× 1×                   | Jojogi Nemzeti Sportcsarnok, Tokió Játékvezetők: Bonaventura, Bonaventura (FRA) |

| 2021. július 27. 16:15 (9:15) | Dél-Korea (KOR)       | 36–43       | Hollandia (NED) | Jojogi Nemzeti Sportcsarnok, Tokió Játékvezetők: Lah, Sok (SLO) |
| 2021. július 27. 16:15 (9:15) | Ju Unhi (Yu Eunhi) 10 | (15–19)     | Abbingh 6       | Jojogi Nemzeti Sportcsarnok, Tokió Játékvezetők: Lah, Sok (SLO) |
| 2021. július 27. 16:15 (9:15) | 2× 1×                 | Jegyzőkönyv | 7× 2×           | Jojogi Nemzeti Sportcsarnok, Tokió Játékvezetők: Lah, Sok (SLO) |

| 2021. július 29. 14:15 (7:15) | Japán (JPN) | 24–27       | Dél-Korea (KOR)      | Jojogi Nemzeti Sportcsarnok, Tokió Játékvezetők: Kurtagic, Wetterwik (SWE) |
| 2021. július 29. 14:15 (7:15) | Kondó 7     | (11–12)     | Ju Unhi (Yu Eunhi) 9 | Jojogi Nemzeti Sportcsarnok, Tokió Játékvezetők: Kurtagic, Wetterwik (SWE) |
| 2021. július 29. 14:15 (7:15) | 3× 1×       | Jegyzőkönyv | 3×                   | Jojogi Nemzeti Sportcsarnok, Tokió Játékvezetők: Kurtagic, Wetterwik (SWE) |

| 2021. július 31. 11:00 (4:00) | Montenegró (MNE) | 28–26       | Dél-Korea (KOR)              | Jojogi Nemzeti Sportcsarnok, Tokió Játékvezetők: El-Saied, El-Saied (EGY) |
| 2021. július 31. 11:00 (4:00) | Radičević 6      | (13–11)     | I Migjong (Lee Mi-gyeong) 10 | Jojogi Nemzeti Sportcsarnok, Tokió Játékvezetők: El-Saied, El-Saied (EGY) |
| 2021. július 31. 11:00 (4:00) | 4× 2×            | Jegyzőkönyv | 3×                           | Jojogi Nemzeti Sportcsarnok, Tokió Játékvezetők: El-Saied, El-Saied (EGY) |

| 2021. augusztus 2. 9:00 (2:00) | Dél-Korea (KOR)                                       | 31–31       | Angola (ANG) | Jojogi Nemzeti Sportcsarnok, Tokió Játékvezetők: Bonaventura, Bonaventura (FRA) |
| 2021. augusztus 2. 9:00 (2:00) | Csong Jura (Jeong Yu-ra), Kang Unhje (Kang Eun-hye) 7 | (16–17)     | Guialo 8     | Jojogi Nemzeti Sportcsarnok, Tokió Játékvezetők: Bonaventura, Bonaventura (FRA) |
| 2021. augusztus 2. 9:00 (2:00) |                                                       | Jegyzőkönyv | 7×           | Jojogi Nemzeti Sportcsarnok, Tokió Játékvezetők: Bonaventura, Bonaventura (FRA) |

Negyeddöntő
| 2021. augusztus 4. 17:00 (10:00) | Svédország (SWE) | 39–30       | Dél-Korea (KOR)                   | Jojogi Nemzeti Sportcsarnok, Tokió Játékvezetők: Alpaidze, Berezkina (RUS) |
| 2021. augusztus 4. 17:00 (10:00) | három játékos 6  | (21–13)     | Kang Gjongmin (Kang Gyeong-min) 8 | Jojogi Nemzeti Sportcsarnok, Tokió Játékvezetők: Alpaidze, Berezkina (RUS) |
| 2021. augusztus 4. 17:00 (10:00) | 3× 1×            | Jegyzőkönyv | 4×                                | Jojogi Nemzeti Sportcsarnok, Tokió Játékvezetők: Alpaidze, Berezkina (RUS) |

| Csapat          | Helyezés |
| --------------- | -------- |
| Dél-Korea (KOR) | 8.       |

## Kosárlabda

### Női
| Dél-koreai női kosárlabdacsapat-játékoskeret                                                            | Dél-koreai női kosárlabdacsapat-játékoskeret                                           |
| --- | -------------------------------------------------------------------------------------- |
| - Jin An - Pak Csihjon (park Ji-hyeon) - Pak Csiszu (Park Ji-su) - Kim Dan-bi - Kim Dzsongun - An He-ji | - Pak Hjedzsin (Park Hye-jin) - Bae Hye-yoon - Kang Iszul - Yoon Ye-bin - Shin Ji-hyun |

#### Eredmények
Csoportkör
A csoport
| Hely. | Csapat              | M | Gy | V | P+  | P–  | Pk  | P | Továbbjutás |
| ----- | ------------------- | - | -- | - | --- | --- | --- | - | ----------- |
| 1.    | Spanyolország (ESP) | 3 | 3  | 0 | 234 | 205 | +29 | 6 | Negyeddöntő |
| 2.    | Szerbia (SRB)       | 3 | 2  | 1 | 207 | 214 | −7  | 5 | Negyeddöntő |
| 3.    | Kanada (CAN)        | 3 | 1  | 2 | 208 | 201 | +7  | 4 |             |
| 4.    | Dél-Korea (KOR)     | 3 | 0  | 3 | 183 | 212 | −29 | 3 |             |

| 2021. július 26. 10:00 (3:00) | Dél-Korea (KOR)                          | 69–73     | Spanyolország (ESP) | Saitama Super Arena, Szaitama Játékvezetők: Ferdinand Pascual (PHI), Andreia Silva (BRA), Kingsley Ojeaburu (NGR) |
| 2021. július 26. 10:00 (3:00) | (15–16, 20–17, 18–21, 16–19) Jegyzőkönyv |           |                     | Saitama Super Arena, Szaitama Játékvezetők: Ferdinand Pascual (PHI), Andreia Silva (BRA), Kingsley Ojeaburu (NGR) |
| 2021. július 26. 10:00 (3:00) | Kang 26                                  | Pont      | Ndour 28            | Saitama Super Arena, Szaitama Játékvezetők: Ferdinand Pascual (PHI), Andreia Silva (BRA), Kingsley Ojeaburu (NGR) |
| 2021. július 26. 10:00 (3:00) | Pak Csiszu (Park Ji-su) 10               | Lepattanó | Gil 14              | Saitama Super Arena, Szaitama Játékvezetők: Ferdinand Pascual (PHI), Andreia Silva (BRA), Kingsley Ojeaburu (NGR) |
| 2021. július 26. 10:00 (3:00) | Pak Hjedzsin (Park Hye-jin) 5            | Gólpassz  | Ouviña 8            | Saitama Super Arena, Szaitama Játékvezetők: Ferdinand Pascual (PHI), Andreia Silva (BRA), Kingsley Ojeaburu (NGR) |

| 2021. július 29. 10:00 (3:00) | Kanada (CAN)                             | 74–53     | Dél-Korea (KOR)            | Saitama Super Arena, Szaitama Játékvezetők: Amy Bonner (USA), James Boyer (AUS), Gizella Györgyi (NOR) |
| 2021. július 29. 10:00 (3:00) | (16–15, 17–13, 16–11, 25–14) Jegyzőkönyv |           |                            | Saitama Super Arena, Szaitama Játékvezetők: Amy Bonner (USA), James Boyer (AUS), Gizella Györgyi (NOR) |
| 2021. július 29. 10:00 (3:00) | Carleton 18                              | Pont      | Pak Csiszu (Park Ji-su) 15 | Saitama Super Arena, Szaitama Játékvezetők: Amy Bonner (USA), James Boyer (AUS), Gizella Györgyi (NOR) |
| 2021. július 29. 10:00 (3:00) | Achonwa 10                               | Lepattanó | Pak Csiszu (Park Ji-su) 11 | Saitama Super Arena, Szaitama Játékvezetők: Amy Bonner (USA), James Boyer (AUS), Gizella Györgyi (NOR) |
| 2021. július 29. 10:00 (3:00) | Achonwa 5                                | Gólpassz  | három játékos 3            | Saitama Super Arena, Szaitama Játékvezetők: Amy Bonner (USA), James Boyer (AUS), Gizella Györgyi (NOR) |

| 2021. augusztus 1. 21:00 (14:00) | Dél-Korea (KOR)                                        | 61–65     | Szerbia (SRB)   | Saitama Super Arena, Szaitama Játékvezetők: Ferdinand Pascual (PHI), Amy Bonner (USA), Andreia Silva (BRA) |
| 2021. augusztus 1. 21:00 (14:00) | (10–17, 14–15, 20–18, 17–15) Jegyzőkönyv               |           |                 | Saitama Super Arena, Szaitama Játékvezetők: Ferdinand Pascual (PHI), Amy Bonner (USA), Andreia Silva (BRA) |
| 2021. augusztus 1. 21:00 (14:00) | Pak Csihjon (park Ji-hyeon) 17                         | Pont      | Crvendakić 15   | Saitama Super Arena, Szaitama Játékvezetők: Ferdinand Pascual (PHI), Amy Bonner (USA), Andreia Silva (BRA) |
| 2021. augusztus 1. 21:00 (14:00) | Pak Csiszu (Park Ji-su) 11                             | Lepattanó | Vasić 10        | Saitama Super Arena, Szaitama Játékvezetők: Ferdinand Pascual (PHI), Amy Bonner (USA), Andreia Silva (BRA) |
| 2021. augusztus 1. 21:00 (14:00) | Pak Csiszu (Park Ji-su), Pak Csihjon (Park Ji-hyeon) 5 | Gólpassz  | három játékos 4 | Saitama Super Arena, Szaitama Játékvezetők: Ferdinand Pascual (PHI), Amy Bonner (USA), Andreia Silva (BRA) |

| Csapat          | Helyezés |
| --------------- | -------- |
| Dél-Korea (KOR) | 10.      |

## Labdarúgás

### Férfi
| Dél-koreai férfi labdarúgócsapat-játékoskeret | Dél-koreai férfi labdarúgócsapat-játékoskeret |
| --- | --- |
| - Song Bum-keun - Kvon Cshanghun (Kwon Chang-hun)* - I Donggjong (Lee Dong-gyeong) - Kim Dong-hyun - Lee Dong-jun - Won Du-jae - Kim Dzsinja (Kim Jin-ya) - I Gangin (Lee Kang-in) - Hvang Idzso (Hwang Ui-jo)* - Kim Jae-woo | - Kim Jin-gyu - Park Ji-soo* - Seol Young-woo - Lee You-hyeon - Kang Yoon-sung - Song Min-kyu - Lee Sang-min (c) - Jeong Seung-won - Jeong Tae-wook - Om Vonszang (Um Won-sang) |

* - túlkoros játékos

#### Eredmények
Csoportkör
B csoport
| Hely. | Csapat          | M | Gy | D | V | G+ | G– | Gk | P | Továbbjutás |
| ----- | --------------- | - | -- | - | - | -- | -- | -- | - | ----------- |
| 1.    | Dél-Korea (KOR) | 3 | 2  | 0 | 1 | 10 | 1  | +9 | 6 | Negyeddöntő |
| 2.    | Új-Zéland (NZL) | 3 | 1  | 1 | 1 | 3  | 3  | 0  | 4 | Negyeddöntő |
| 3.    | Románia (ROU)   | 3 | 1  | 1 | 1 | 1  | 4  | −3 | 4 |             |
| 4.    | Honduras (HON)  | 3 | 1  | 0 | 2 | 3  | 9  | −6 | 3 |             |

| 2021. július 22. 17:00 (10:00) |

| Új-Zéland (NZL) | 1–0               | Dél-Korea (KOR) |
| --------------- | ----------------- | --------------- |
| Wood 70'        | (0–0) Jegyzőkönyv |                 |

| Kasima Stadion, Kasima Játékvezető: Victor Gomes (dél-afrikai) |

| 2021. július 25. 20:00 (13:00) |

| Románia (ROU) | 0–4               | Dél-Korea (KOR)                                                                           |
| ------------- | ----------------- | ----------------------------------------------------------------------------------------- |
|               | (0–1) Jegyzőkönyv | Marin 27' (öngól) Om Vonszang (Um Won-sang) 59' I Gangin (Lee Kang-in) 84' (11-esből) 90' |

| Kasima Stadion, Kasima Játékvezető: Jesús Valenzuela (venezuelai) |

| 2021. július 28. 17:30 (10:30) |

| Dél-Korea (KOR) | 6–0               | Honduras (HON) |
| --- | ----------------- | -------------- |
| Hvang Idzso (Hwang Ui-jo) 12' (11-esből) 45+5' 52' (11-esből) Von Dudzse (Won Du-jae) 19' (11-esből) Kim Dzsinja (Kim Jin-ya) 64' I Gangin (Lee Kang-in) 82' | (3–0) Jegyzőkönyv |                |

| Nissan Stadion, Jokohama Játékvezető: Georgi Kabakov (bolgár) |

Negyeddöntő
| 2021. július 31. 20:00 (13:00) |

| Dél-Korea (KOR)                                                       | 3–6               | Mexikó (MEX)                                                   |
| --------------------------------------------------------------------- | ----------------- | -------------------------------------------------------------- |
| I Donggjong (Lee Dong-gyeong) 20' 51' Hvang Idzso (Hwang Ui-jo) 90+1' | (1–3) Jegyzőkönyv | Martín 12' 54' Romo 30' Córdova 39' (11-esből) 63' Aguirre 84' |

| Nissan Stadion, Jokohama Játékvezető: Orel Grinfeld (izraeli) |

| Csapat          | Helyezés |
| --------------- | -------- |
| Dél-Korea (KOR) | 5.       |

## Lovaglás
Díjlovaglás
| Versenyző                    | Ló       | Versenyszám | Selejtező | Selejtező | Selejtező | Döntő   | Döntő   | Végeredmény | Végeredmény |
| Versenyző                    | Ló       | Versenyszám | Csop.     | Pont      | Hely.     | Pont    | Hely.   | Pont        | Helyezés    |
| ---------------------------- | -------- | ----------- | --------- | --------- | --------- | ------- | ------- | ----------- | ----------- |
| Kim Dongszon (Kim Dong-seon) | Belstaff | Egyéni      | A         | 63,447    | 8.        | kiesett | kiesett | 63,447      | 55.         |

## Műugrás
Férfi
| Versenyző                                        | Versenyszám          | Selejtező | Selejtező | Elődöntő | Elődöntő | Döntő   | Döntő    |
| Versenyző                                        | Versenyszám          | Pont      | Helyezés  | Pont     | Helyezés | Pont    | Helyezés |
| ------------------------------------------------ | -------------------- | --------- | --------- | -------- | -------- | ------- | -------- |
| Kim Jongnam (Kim Yeong-nam)                      | Egyéni műugrás       | 286,80    | 28.       | kiesett  | kiesett  | kiesett | kiesett  |
| U Haram (Woo Ha-ram)                             | Egyéni műugrás       | 452,45    | 5.        | 403,15   | 12.      | 481,85  | 4.       |
| U Haram (Woo Ha-ram)                             | Egyéni toronyugrás   | 427,25    | 7.        | 374,50   | 16.      | kiesett | kiesett  |
| Kim Jongthek (Kim Yeong-taek)                    | Egyéni toronyugrás   | 366,80    | 18.       | 374,90   | 15.      | kiesett | kiesett  |
| U Haram (Woo Ha-ram) Kim Jongnam (Kim Yeong-nam) | Szinkron toronyugrás |           |           |          |          | 396,12  | 7.       |

Női
| Versenyző               | Versenyszám        | Selejtező | Selejtező | Elődöntő | Elődöntő | Döntő   | Döntő    |
| Versenyző               | Versenyszám        | Pont      | Helyezés  | Pont     | Helyezés | Pont    | Helyezés |
| ----------------------- | ------------------ | --------- | --------- | -------- | -------- | ------- | -------- |
| Kim Szudzsi (Kim Su-ji) | Egyéni műugrás     | 304,20    | 7.        | 283,90   | 15.      | kiesett | kiesett  |
| Kvon Haim (Kwon Ha-lim) | Egyéni toronyugrás | 278,00    | 19.       | kiesett  | kiesett  | kiesett | kiesett  |

## Ökölvívás
Női
| Versenyző  | Versenyszám | Selejtező         | Nyolcaddöntő              | Negyeddöntő       | Elődöntő          | Döntő             | Helyezés |
| Versenyző  | Versenyszám | Ellenfél Eredmény | Ellenfél Eredmény         | Ellenfél Eredmény | Ellenfél Eredmény | Ellenfél Eredmény | Helyezés |
| ---------- | ----------- | ----------------- | ------------------------- | ----------------- | ----------------- | ----------------- | -------- |
| Im Ae-ji   | Pehelysúly  | erőnyerő          | Skye Nicolson (AUS) · 1–4 | kiesett           | kiesett           | kiesett           | 9.       |
| Oh Yeon-ji | Könnyűsúly  | erőnyerő          | Mira Potkonen (FIN) · 1–4 | kiesett           | kiesett           | kiesett           | 9.       |

## Öttusa
| Versenyző                      | Versenyszám | Vívás (V) | Vívás (V) | Úszás   | Úszás | Úszás | Bónusz vívás (B) | Bónusz vívás (B) | Bónusz vívás (B) | Lovaglás | Lovaglás | Lovaglás | Lovaglás | Futás/Lövészet | Futás/Lövészet | Futás/Lövészet | Futás/Lövészet | Összesen    | Összesen |
| Versenyző                      | Versenyszám | Eredmény  | Pont      | Idő     | Pont  | Hely. | Eredmény         | Pont             | V+B Hely.        | Idő      | Hibapont | Pont     | Hely.    | Lövőhiba       | Idő            | Pont           | Hely.          | Összes pont | Helyezés |
| ------------------------------ | ----------- | --------- | --------- | ------- | ----- | ----- | ---------------- | ---------------- | ---------------- | -------- | -------- | -------- | -------- | -------------- | -------------- | -------------- | -------------- | ----------- | -------- |
| Csong Dzsinhva (Jeong Jin-hwa) | Férfi       | 23–12     | 238       | 1:57,85 | 315   | 7.    | 1–1              | 1                | 5.               | 82,20    | 7        | 293      | 6.       | 5              | 11:21,95       | 619            | 17.            | 1466        | 4.       |
| Cson Ungthe (Jeon Ung-tae)     | Férfi       | 21–14     | 226       | 1:57,23 | 316   | 6.    | 0–1              | 0                | 9.               | 84,76    | 11       | 289      | 11.      | 7              | 11:01,84       | 639            | 7.             | 1470        |          |
| Kim Se-hee                     | Női         | 24–11     | 244       | 2:16,36 | 278   | 21.   | 2–1              | 2                | 2.               | 76,09    | 14       | 286      | 18.      | 14             | 13:00,70       | 520            | 24.            | 1330        | 11.      |
| Kim Szonu (Kim Sun-woo)        | Női         | 19–16     | 214       | 2:12,87 | 285   | 12.   | 0–1              | 0                | 14.              | 82,26    | 16       | 284      | 21.      | 13             | 13:07,80       | 513            | 27.            | 1296        | 17.      |

## Rögbi

### Férfi
| Dél-koreai férfi rögbi-játékoskeret                                                                                      | Dél-koreai férfi rögbi-játékoskeret                                                           |
| --- | --------------------------------------------------------------------------------------------- |
| - Kim Gwong-min - Kim Hyun-soo - Jeong Yeon-sik - Jang Jeong-min - Andre Jin Coquillard - Lee Jin-kyu - Chang Yong-heung | - Han Kun-kyu - Kim Nam-uk - Lee Seong-bae - Choi Seong-deok - Jang Seong-min - Park Wan-yong |

#### Eredmények
Csoportkör
A csoport
| Csapat           | M | Gy | D | V | P+ | P–  | Pk   | P |
| ---------------- | - | -- | - | - | -- | --- | ---- | - |
| Új-Zéland (NZL)  | 3 | 3  | 0 | 0 | 99 | 31  | +68  | 9 |
| Argentína (ARG)  | 3 | 2  | 0 | 1 | 99 | 54  | +45  | 7 |
| Ausztrália (AUS) | 3 | 1  | 0 | 2 | 73 | 48  | +25  | 5 |
| Dél-Korea (KOR)  | 3 | 0  | 0 | 3 | 10 | 148 | –138 | 3 |

| 2021. július 26. 10:00 (3:00) |        | Új-Zéland (NZL) | 50–5 | Dél-Korea (KOR) |  | Ajinomoto Stadion, Tokió |
| 2021. július 26. 10:00 (3:00) | (14–5) |                 |      |                 |  | Ajinomoto Stadion, Tokió |

| 2021. július 26. 18:00 (11:00) |        | Ausztrália (AUS) | 42–5 | Dél-Korea (KOR) |  | Ajinomoto Stadion, Tokió |
| 2021. július 26. 18:00 (11:00) | (21–0) |                  |      |                 |  | Ajinomoto Stadion, Tokió |

| 2021. július 27. 10:00 (3:00) |        | Argentína (ARG) | 56–0 | Dél-Korea (KOR) |  | Ajinomoto Stadion, Tokió |
| 2021. július 27. 10:00 (3:00) | (28–0) |                 |      |                 |  | Ajinomoto Stadion, Tokió |

A 9–12. helyért
| 2021. július 27. 16:30 (9:30) |        | Írország (IRL) | 31–0 | Dél-Korea (KOR) |  | Ajinomoto Stadion, Tokió |
| 2021. július 27. 16:30 (9:30) | (10–0) |                |      |                 |  | Ajinomoto Stadion, Tokió |

A 11. helyért
| 2021. július 28. 9:00 (2:00) |         | Dél-Korea (KOR) | 19–31 | Japán (JPN) |  | Ajinomoto Stadion, Tokió |
| 2021. július 28. 9:00 (2:00) | (12–19) |                 |       |             |  | Ajinomoto Stadion, Tokió |

| Csapat          | Helyezés |
| --------------- | -------- |
| Dél-Korea (KOR) | 12.      |

## Röplabda

### Női
| Dél-koreai női röplabdacsapat-játékoskeret | Dél-koreai női röplabdacsapat-játékoskeret                                                                            |
| --- | --- |
| - Pak Csonga (Park Jeong-ah) - Park Eun-jin - Kim Hidzsin (Kim Hui-jin) - Jom Hjeszon (Yeom Hye-seon) - An Hye-jin - Jang Hjodzsin (Yang Hyo-jin) | - Oh Ji-young - Kim Jongjong (Kim Yeon-gyeong) - Jeong Ji-yun - Pyo Seung-ju - Lee So-young - Kim Szudzsi (Kim Su-ji) |

#### Eredmények
Csoportkör
A csoport
| Hely. | Csapat                      | M | Gy | V | Pont | Sz+ | Sz– | SzA   | P+  | P–  | PA    | Továbbjutás |
| ----- | --------------------------- | - | -- | - | ---- | --- | --- | ----- | --- | --- | ----- | ----------- |
| 1.    | Brazília (BRA)              | 5 | 5  | 0 | 14   | 15  | 3   | 5,000 | 434 | 315 | 1,378 | Negyeddöntő |
| 2.    | Szerbia (SRB)               | 5 | 4  | 1 | 12   | 13  | 3   | 4,333 | 381 | 313 | 1,217 | Negyeddöntő |
| 3.    | Dél-Korea (KOR)             | 5 | 3  | 2 | 7    | 9   | 10  | 0,900 | 374 | 415 | 0,901 | Negyeddöntő |
| 4.    | Dominikai Köztársaság (DOM) | 5 | 2  | 3 | 8    | 10  | 10  | 1,000 | 411 | 406 | 1,012 | Negyeddöntő |
| 5.    | Japán (JPN) (R)             | 5 | 1  | 4 | 4    | 6   | 12  | 0,500 | 378 | 395 | 0,957 |             |
| 6.    | Kenya (KEN)                 | 5 | 0  | 5 | 0    | 0   | 15  | 0,000 | 242 | 376 | 0,644 |             |

| 2021. július 25. 21:45 (14:45) | Brazília (BRA)                    | 3–0 | Dél-Korea (KOR) | Ariake Arena, Tokió Játékvezető: Liu Jiang (CHN), Shin Muranaka (JPN) |
| 2021. július 25. 21:45 (14:45) | (25–10, 25–22, 25–19) Jegyzőkönyv |     |                 | Ariake Arena, Tokió Játékvezető: Liu Jiang (CHN), Shin Muranaka (JPN) |

| 2021. július 27. 21:45 (14:45) | Dél-Korea (KOR)                   | 3–0 | Kenya (KEN) | Ariake Arena, Tokió Játékvezető: Sumie Myoi (JPN), Evgeny Makshanov (RUS) |
| 2021. július 27. 21:45 (14:45) | (25–14, 25–22, 26–24) Jegyzőkönyv |     |             | Ariake Arena, Tokió Játékvezető: Sumie Myoi (JPN), Evgeny Makshanov (RUS) |

| 2021. július 29. 11:05 (4:05) | Dél-Korea (KOR)                                 | 3–2 | Dominikai Köztársaság (DOM) | Ariake Arena, Tokió Játékvezető: Hernán Casamiquela (ARG), Shin Muranaka (JPN) |
| 2021. július 29. 11:05 (4:05) | (25–20, 17–25, 25–18, 15–25, 15–12) Jegyzőkönyv |     |                             | Ariake Arena, Tokió Játékvezető: Hernán Casamiquela (ARG), Shin Muranaka (JPN) |

| 2021. július 31. 19:40 (12:40) | Japán (JPN)                                     | 2–3 | Dél-Korea (KOR) | Ariake Arena, Tokió Játékvezető: Susana Rodríguez (ESP), Paulo Turci (BRA) |
| 2021. július 31. 19:40 (12:40) | (19–25, 25–19, 22–25, 25–15, 14–16) Jegyzőkönyv |     |                 | Ariake Arena, Tokió Játékvezető: Susana Rodríguez (ESP), Paulo Turci (BRA) |

| 2021. augusztus 2. 9:00 (2:00) | Szerbia (SRB)                     | 3–0 | Dél-Korea (KOR) | Ariake Arena, Tokió Játékvezető: Evgeny Makshanov (RUS), Sumie Myoi (JPN) |
| 2021. augusztus 2. 9:00 (2:00) | (25–18, 25–17, 25–15) Jegyzőkönyv |     |                 | Ariake Arena, Tokió Játékvezető: Evgeny Makshanov (RUS), Sumie Myoi (JPN) |

Negyeddöntő
| 2021. augusztus 4. 9:00 (2:00) | Dél-Korea (KOR)                                 | 3–2 | Törökország (TUR) | Ariake Arena, Tokió Játékvezető: Hamid Al-Rousi (UAE), Patricia Rolf (USA) |
| 2021. augusztus 4. 9:00 (2:00) | (17–25, 25–17, 28–26, 18–25, 15–13) Jegyzőkönyv |     |                   | Ariake Arena, Tokió Játékvezető: Hamid Al-Rousi (UAE), Patricia Rolf (USA) |

Elődöntő
| 2021. augusztus 6. 21:00 (14:00) | Brazília (BRA)                    | 3–0 | Dél-Korea (KOR) | Ariake Arena, Tokió Játékvezető: Luis Macias (MEX), Denny Cespedes (DOM) |
| 2021. augusztus 6. 21:00 (14:00) | (25–16, 25–16, 25–16) Jegyzőkönyv |     |                 | Ariake Arena, Tokió Játékvezető: Luis Macias (MEX), Denny Cespedes (DOM) |

Bronzmérkőzés
| 2021. augusztus 8. 9:00 (2:00) | Dél-Korea (KOR)       | 0–3 | Szerbia (SRB) | Ariake Arena, Tokió Játékvezető: Daniele Rapisarda (ITA), Patricia Rolf (USA) |
| 2021. augusztus 8. 9:00 (2:00) | (18–25, 15–25, 15–25) |     |               | Ariake Arena, Tokió Játékvezető: Daniele Rapisarda (ITA), Patricia Rolf (USA) |

| Csapat          | Helyezés |
| --------------- | -------- |
| Dél-Korea (KOR) | 4.       |

## Sportlövészet
Férfi
| Versenyző                  | Versenyszám           | Selejtező | Selejtező | Döntő   | Döntő    |
| Versenyző                  | Versenyszám           | Pont      | Helyezés  | Pont    | Helyezés |
| -------------------------- | --------------------- | --------- | --------- | ------- | -------- |
| Han Dae-yoon               | Gyorstüzelő pisztoly  | 585       | 3.        | 22(+0)  | 4.       |
| Song Jong-ho               | Gyorstüzelő pisztoly  | kizárták  | kizárták  | kiesett | kiesett  |
| Csin Dzsongo (Jin Jong-oh) | Légpisztoly           | 576       | 15.       | kiesett | kiesett  |
| Kim Mo-se                  | Légpisztoly           | 579       | 6.        | 115,8   | 8.       |
| Nam Tae-yun                | Légpuska              | 627,2     | 12.       | kiesett | kiesett  |
| Kim Sang-do                | Légpuska              | 625,1     | 24.       | kiesett | kiesett  |
| Kim Sang-do                | Sportpuska, összetett | 1164      | 24.       | kiesett | kiesett  |
| Lee Jong-jun               | Skeet                 | 121       | 13.       | kiesett | kiesett  |

Női
| Versenyző                      | Versenyszám           | Selejtező | Selejtező | Döntő   | Döntő    |
| Versenyző                      | Versenyszám           | Pont      | Helyezés  | Pont    | Helyezés |
| ------------------------------ | --------------------- | --------- | --------- | ------- | -------- |
| Kim Bo-mi                      | Légpisztoly           | 570       | 24.       | kiesett | kiesett  |
| Choo Ga-eun                    | Légpisztoly           | 573       | 16.       | kiesett | kiesett  |
| Kvak Csonghje (Kwak Jeong-hye) | Sportpisztoly         | 579       | 21.       | kiesett | kiesett  |
| Kim Mindzsong (Kim Min-jeong)  | Sportpisztoly         | 584       | 8.        | 38(+1)  |          |
| Kwon Eun-ji                    | Légpuska              | 630,9     | 4.        | 145,4   | 7.       |
| Park Hee-moon                  | Légpuska              | 631,7     | 2.        | 119,1   | 8.       |
| Cho Eun-young                  | Sportpuska, összetett | 1155      | 32.       | kiesett | kiesett  |
| Bae Sang-hee                   | Sportpuska, összetett | 1164      | 20.       | kiesett | kiesett  |

Vegyes
| Versenyző                              | Versenyszám | Selejtező | Selejtező | Elődöntő | Elődöntő | Döntő | Döntő    |
| Versenyző                              | Versenyszám | Pont      | Helyezés  | Pont     | Helyezés | Pont | Helyezés |
| -------------------------------------- | ----------- | --------- | --------- | -------- | -------- | --- | -------- |
| Kim Bo-mi Kim Mo-se                    | Légpisztoly | 573       | 11.       | kiesett  | kiesett  | kiesett | kiesett  |
| Choo Ga-eun Csin Dzsongo (Jin Jong-oh) | Légpisztoly | 575       | 9.        | kiesett  | kiesett  | kiesett | kiesett  |
| Kwon Eun-ji Nam Tae-yun                | Légpuska    | 630,5     | 3.        | 417,5    | 3.       | Bronzmérkőzés · Az Orosz Olimpiai Bizottság versenyzői (ROC) · Szergej Kamenszkij · Julija Karimova · 9–17 | 4.       |
| Park Hee-moon Kim Sang-do              | Légpuska    | 623,3     | 20.       | kiesett  | kiesett  | kiesett | kiesett  |

## Sportmászás
| Versenyző     | Versenyszám | Selejtező                        | Selejtező                                | Selejtező                                 | Selejtező         | Selejtező         | Selejtező      | Selejtező      | Selejtező      | Selejtező      | Selejtező      | Selejtező      | Selejtező        | Selejtező        | Selejtező        | Selejtező        | Selejtező        | Összesítés | Összesítés |
| Versenyző     | Versenyszám | Gyorsasági mászás                | Gyorsasági mászás                        | Gyorsasági mászás                         | Gyorsasági mászás | Gyorsasági mászás | Boulder mászás | Boulder mászás | Boulder mászás | Boulder mászás | Boulder mászás | Boulder mászás | Boulder mászás   | Nehézségi mászás | Nehézségi mászás | Nehézségi mászás | Nehézségi mászás | Összesítés | Összesítés |
| Versenyző     | Versenyszám | A                                | B                                        | Jobb idő                                  | Pont              | Hely.             | 1              | 2              | 3              | 4              | Összesítés     | Pont           | Hely.            | Elért zóna       | idő              | Pont             | Hely.            | Pont       | Hely.      |
| ------------- | ----------- | -------------------------------- | ---------------------------------------- | ----------------------------------------- | ----------------- | ----------------- | -------------- | -------------- | -------------- | -------------- | -------------- | -------------- | ---------------- | ---------------- | ---------------- | ---------------- | ---------------- | ---------- | ---------- |
| Chon Jong-won | Férfi       | 6,21                             | Fall                                     | 6,21                                      | 5                 | 5.                | z4             | -              | T3z3           | z3             | 1T3z 3 10      | 10             | 10.              | 26+              | 2,34             | 16               | 16.              | 800        | 10.        |
| Seo Chae-hyun | Női         | 10,01                            | 11,74                                    | 10,01                                     | 17                | 17.               | T3z1           | T2z2           | z1             | z1             | 2T4z 5 5       | 5              | 5.               | 40+              | -                | 1                | 1.               | 85         | 2.         |
| Versenyző     | Versenyszám | Döntő                            | Döntő                                    | Döntő                                     | Döntő             | Döntő             | Döntő          | Döntő          | Döntő          | Döntő          | Döntő          | Döntő          | Döntő            | Döntő            | Döntő            | Döntő            | Döntő            | Döntő      | Helyezés   |
| Versenyző     | Versenyszám | Gyorsasági mászás                | Gyorsasági mászás                        | Gyorsasági mászás                         | Gyorsasági mászás | Gyorsasági mászás | Boulder mászás | Boulder mászás | Boulder mászás | Boulder mászás | Boulder mászás | Boulder mászás | Nehézségi mászás | Nehézségi mászás | Nehézségi mászás | Nehézségi mászás | Összesítés       | Összesítés | Helyezés   |
| Versenyző     | Versenyszám | Negyeddöntő                      | Elődöntő                                 | Döntő                                     | Pont              | Hely.             | 1              | 2              | 3              | Összesítés     | Pont           | Hely.          | Elért zóna       | idő              | Pont             | Hely.            | Pont             | Hely.      | Helyezés   |
| Versenyző     | Versenyszám | Ellenfél Győztes idő             | Ellenfél Győztes idő                     | Ellenfél Győztes idő                      | Pont              | Hely.             | 1              | 2              | 3              | Összesítés     | Pont           | Hely.          | Elért zóna       | idő              | Pont             | Hely.            | Pont             | Hely.      | Helyezés   |
| Chon Jong-won | Férfi       | kiesett                          | kiesett                                  | kiesett                                   | kiesett           | kiesett           | kiesett        | kiesett        | kiesett        | kiesett        | kiesett        | kiesett        | kiesett          | kiesett          | kiesett          | kiesett          | kiesett          | kiesett    | 10.        |
| Seo Chae-hyun | Női         | Aleksandra Mirosław (POL) · 7,49 | 5–8. helyért · Jessica Pilz (AUT) · 8,77 | 7. helyért · Brooke Raboutou (USA) · 9,06 | 8                 | 8.                | -              | -              | -              | 0T0z 0 0       | 7              | 7.             | 35+              | -                | 2                | 2.               | 112              | 8.         | 8.         |

## Súlyemelés
Férfi
| Versenyző                     | Versenyszám | Szakítás | Szakítás | Lökés    | Lökés    | Összesen | Helyezés |
| Versenyző                     | Versenyszám | Eredmény | Helyezés | Eredmény | Helyezés | Összesen | Helyezés |
| ----------------------------- | ----------- | -------- | -------- | -------- | -------- | -------- | -------- |
| Han Mjongmok (Han Myeong-mok) | 67 kg       | 147      | 3.       | 174      | 4.       | 321      | 4.       |
| Ju Dongdzsu (Yu Dong-ju)      | 96 kg       | 160      | 10.      | 200      | 8.       | 360      | 8.       |
| Jin Yun-seong                 | 109 kg      | 180      | 6.       | 220      | 5.       | 400      | 6.       |

Női
| Versenyző      | Versenyszám | Szakítás | Szakítás | Lökés                    | Lökés                    | Összesen | Helyezés |
| Versenyző      | Versenyszám | Eredmény | Helyezés | Eredmény                 | Helyezés                 | Összesen | Helyezés |
| -------------- | ----------- | -------- | -------- | ------------------------ | ------------------------ | -------- | -------- |
| Ham Eun-ji     | 55 kg       | 85       | 9.       | 116                      | 4.                       | 201      | 7.       |
| Kim Su-hyeon   | 76 kg       | 106      | 5.       | érvényes kísérlet nélkül | érvényes kísérlet nélkül | kiesett  | kiesett  |
| Kang Yeoun-hee | 87 kg       | 103      | 9.       | 128                      | 9.                       | 231      | 9.       |
| Lee Seon-mi    | +87 kg      | 125      | 3.       | 152                      | 4.                       | 277      | 4.       |

## Taekwondo
Férfi
| Versenyző              | Versenyszám | Selejtező         | Nyolcaddöntő                    | Negyeddöntő                  | Elődöntő                              | Vigaszág első kör          | Vigaszág elődöntő                | Bronz- mérkőzés                      | Döntő             | Helyezés |
| Versenyző              | Versenyszám | Ellenfél Eredmény | Ellenfél Eredmény               | Ellenfél Eredmény            | Ellenfél Eredmény                     | Ellenfél Eredmény          | Ellenfél Eredmény                | Ellenfél Eredmény                    | Ellenfél Eredmény | Helyezés |
| ---------------------- | ----------- | ----------------- | ------------------------------- | ---------------------------- | ------------------------------------- | -------------------------- | -------------------------------- | ------------------------------------ | ----------------- | -------- |
| Csang Dzsun (Jang Jun) | Légsúly     |                   | Kurt Bryan Barbosa (PHI) · 26-6 | Adrián Vicente (ESP) · 24-19 | Mohamed Khalil Jendoubi (TUN) · 19-25 |                            |                                  | Salim Omar (HUN) · 46-16             |                   |          |
| I Dehun (Lee Dae-hun)  | Pehelysúly  | erőnyerő          | Ulugbek Rashitov (UZB) · 19–21  |                              |                                       | Seydou Fofana (MLI) · 11-9 | Mirhashem Hosseini (IRI) · 30-21 | Csao Suaj (Zhao Shuai) (CHN) · 15-17 |                   | 5.       |
| In Gjodon (In Gyodon)  | Nehézsúly   |                   | Farzad Mansouri (AFG) · 13-12   | Ruslan Zhaparov (KAZ) · 10-2 | Dejan Georgievski (MKD) · 6-12        |                            |                                  | Ivan Trajkovič (SLO) · 5-4           |                   |          |

Női
| Versenyző                    | Versenyszám | Selejtező         | Nyolcaddöntő                              | Negyeddöntő                       | Elődöntő                     | Vigaszág első kör | Vigaszág elődöntő | Bronz- mérkőzés   | Döntő                      | Helyezés |
| Versenyző                    | Versenyszám | Ellenfél Eredmény | Ellenfél Eredmény                         | Ellenfél Eredmény                 | Ellenfél Eredmény            | Ellenfél Eredmény | Ellenfél Eredmény | Ellenfél Eredmény | Ellenfél Eredmény          | Helyezés |
| ---------------------------- | ----------- | ----------------- | ----------------------------------------- | --------------------------------- | ---------------------------- | ----------------- | ----------------- | ----------------- | -------------------------- | -------- |
| Sim Dzsejong (Sim Jae-young) | Légsúly     | erőnyerő          | Oumaima El-Bouchti (MAR) · 19-10          | Jamada Miju (JPN) · 7-16          | kiesett                      |                   |                   |                   |                            | 9.       |
| Lee Ah-reum                  | Pehelysúly  | erőnyerő          | Lo Csia-ling (Lo Chia-ling) (TPE) · 18–20 | kiesett                           | kiesett                      |                   |                   |                   |                            | 11.      |
| I Dabin (Lee Da-bin)         | Nehézsúly   |                   | Aminata Traoré (CIV) · 17–13              | Katherine Rodríguez (DOM) · 23–14 | Bianca Walkden (GBR) · 25–24 |                   |                   |                   | Milica Mandić (SRB) · 7–10 |          |

## Tenisz
Férfi
| Versenyző                  | Versenyszám | 64-es főtábla                   | 32-es főtábla     | Nyolcaddöntő      | Negyeddöntő       | Elődöntő          | Bronz- mérkőzés   | Döntő             | Helyezés |
| Versenyző                  | Versenyszám | Ellenfél Eredmény               | Ellenfél Eredmény | Ellenfél Eredmény | Ellenfél Eredmény | Ellenfél Eredmény | Ellenfél Eredmény | Ellenfél Eredmény | Helyezés |
| -------------------------- | ----------- | ------------------------------- | ----------------- | ----------------- | ----------------- | ----------------- | ----------------- | ----------------- | -------- |
| Kvon Szonu (Kwon Soon-woo) | Egyes       | Frances Tiafoe (USA) · 3-6, 2-6 | kiesett           | kiesett           | kiesett           | kiesett           | kiesett           | kiesett           | 33.      |

## Tollaslabda
| Versenyző                                              | Versenyszám  | Csoportkör | Csoportkör | Nyolcaddöntő                                | Negyeddöntő                                                                           | Elődöntő                                                                              | Bronz- mérkőzés                                                                           | Döntő             | Helyezés |
| Versenyző                                              | Versenyszám  | Ellenfél Eredmény | Hely.      | Ellenfél Eredmény                           | Ellenfél Eredmény                                                                     | Ellenfél Eredmény                                                                     | Ellenfél Eredmény                                                                         | Ellenfél Eredmény | Helyezés |
| ------------------------------------------------------ | ------------ | --- | ---------- | ------------------------------------------- | ------------------------------------------------------------------------------------- | ------------------------------------------------------------------------------------- | ----------------------------------------------------------------------------------------- | ----------------- | -------- |
| Ho Gvanghi (Heo Kwang-hee)                             | Férfi egyes  | A csoport · Timothy Lam (USA) · 21–10, 21–15 · Momota Kento (JPN) · 21–15, 21–19 | 1.         | erőnyerő                                    | Kevin Cordón (GUA) · 13–21, 18–21                                                     | kiesett                                                                               | kiesett                                                                                   | kiesett           | 5.       |
| Choi Sol-gyu Seo Seung-jae                             | Férfi páros  | D csoport · Malajzia (MAS) · Aaron Chia · Soh Wooi Yik · 22–24, 15–21 · Kanada (CAN) · Jason Ho-Shue · Nyl Yakura · 21–14, 21–8 · Indonézia (INA) · Muhammad Ahsan · Hendra Setiawan] · 12–21, 21–19, 18–21                                                        | 3.         |                                             | kiesett                                                                               | kiesett                                                                               | kiesett                                                                                   | kiesett           | 9.       |
| Kim Gaun (Kim Ga-eun)                                  | Női egyes    | K csoport · Haramara Gaitán (MEX) · 21–14, 21–9 · Yeo Jia Min (SIN) · 21–13, 21–14 | 1.         | Jamagucsi Akane (JPN) · 17–21, 18–21        | kiesett                                                                               | kiesett                                                                               | kiesett                                                                                   | kiesett           | 9.       |
| An Szejong (An Se-young)                               | Női egyes    | C csoport · Clara Azurmendi (ESP) · 21–13, 21–8 · Dorcas Ajoke Adesokan (NGR) · 21–3, 21–6 | 1.         | Busanan Ongbamrungphan (THA) · 21–15, 21–15 | Csen Jün-fej (Chen Yufei) (CHN) · 18–21, 19–21                                        | kiesett                                                                               | kiesett                                                                                   | kiesett           | 5.       |
| Kong Hijong (Kong Hee-yong) Kim Szojong (Kim So-yeong) | Női páros    | D csoport · Bulgária (BUL) · Gabriela Stoeva · Stefani Stoeva · 21–23, 21–12, 23–21 · Thaiföld (THA) · Jongkolphan Kititharakul · Rawinda Prajongjai · 21–19, 24–22 · Kína (CHN) · Csen Csing-csen (Chen Qingchen) · Csia Ji-fan (Jia Yifan) · 21–19, 16–21, 14–21 | 2.         |                                             | Japán (JPN) · Macumoto Maju · Nagahara Vakana · 21–14, 14–21, 28–26                   | Kína (CHN) · Csen Csing-csen (Chen Qingchen) · Csia Ji-fan (Jia Yifan) · 15–21, 11–21 | Dél-Korea (KOR) · I Szohi (Lee So-hui) · Sin Szungcshan (Shin Seung-chan) · 21–10, 21–17  |                   |          |
| I Szohi (Lee So-hui) Sin Szungcshan (Shin Seung-chan)  | Női páros    | C csoport · Ausztrália (AUS) · Setyana Mapasa · Gronya Somerville · 21–9, 21–6 · Dánia (DEN) · Maiken Fruergaard · Sara Thygesen · 21–15, 19–21, 20–22 · Kína (CHN) · Du Yue · Li Yinhui · 21–19, 21–12                                                            | 1.         |                                             | Hollandia (NED) · Selena Piek · Cheryl Seinen · 21–8, 21–17                           | Indonézia (INA) · Greysia Polii · Apriyani Rahayu · 19–21, 17–21                      | Dél-Korea (KOR) · Kong Hijong (Kong Hee-yong) · Kim Szojong (Kim So-yeong) · 10–21, 17–21 |                   | 4.       |
| Seo Seung-jae Chae Yoo-jung                            | Vegyes páros | A csoport · Hollandia (NED) · Robin Tabeling · Selena Piek · 16–21, 21–15, 21–11 · Egyiptom (EGY) · Adham Hatem Elgamal · Doha Hany · 21–7, 21–3 · Kína (CHN) · Cseng Sze-vej (Zheng Siwei) · Huang Ja-csiung (Huang Yaqiong) · 14–21, 17–21                       | 2.         |                                             | Kína (CHN) · Vang Ji-lü (Wang Yilyu) · Huang Tung-ping (Huang Dongping) · 9–21, 16–21 | kiesett                                                                               | kiesett                                                                                   | kiesett           | 5.       |

## Torna
Férfi
| Versenyző                                                                       | Versenyszám      | Selejtező | Selejtező | Döntő    | Döntő    |
| Versenyző                                                                       | Versenyszám      | Pontszám  | Helyezés  | Pontszám | Helyezés |
| ------------------------------------------------------------------------------- | ---------------- | --------- | --------- | -------- | -------- |
| Sin Dzsehvan (Shin Je-hwan)                                                     | Ugrás            | 14,866    | 1.        | 14,783   |          |
| Jang Hakszon (Yang Hak-seon)                                                    | Ugrás            | 14,366    | 9.        | kiesett  | kiesett  |
| Kim Hanszol (Kim Han-sol)                                                       | Talaj            | 14,900    | 5.        | 13,066   | 8.       |
| Kim Hanszol (Kim Han-sol)                                                       | Ugrás            | 14,333    | 10.       | kiesett  | kiesett  |
| Kim Hanszol (Kim Han-sol)                                                       | Korlát           | 13,666    | 51.       | kiesett  | kiesett  |
| Kim Hanszol (Kim Han-sol)                                                       | Nyújtó           | 12,800    | 56.       | kiesett  | kiesett  |
| Kim Hanszol (Kim Han-sol)                                                       | Gyűrű            | 13,600    | 35.*      | kiesett  | kiesett  |
| Kim Hanszol (Kim Han-sol)                                                       | Lólengés         | 11,833    | 70.       | kiesett  | kiesett  |
| Kim Hanszol (Kim Han-sol)                                                       | Egyéni összetett | 81,032    | 39.       | kiesett  | kiesett  |
| Lee Jun-ho                                                                      | Talaj            | 13,733    | 36.       | kiesett  | kiesett  |
| Lee Jun-ho                                                                      | Ugrás            | 14,333    | 11.       | kiesett  | kiesett  |
| Lee Jun-ho                                                                      | Korlát           | 14,266    | 37.       | kiesett  | kiesett  |
| Lee Jun-ho                                                                      | Nyújtó           | 13,366    | 35.       | kiesett  | kiesett  |
| Lee Jun-ho                                                                      | Gyűrű            | 13,700    | 32.       | kiesett  | kiesett  |
| Lee Jun-ho                                                                      | Lólengés         | 12,900    | 48.*      | kiesett  | kiesett  |
| Lee Jun-ho                                                                      | Egyéni összetett | 82,398    | 28.       | 80,464   | 22.      |
| Ryu Sung-hyun                                                                   | Talaj            | 15,066    | 3.        | 14,233   | 4.       |
| Ryu Sung-hyun                                                                   | Korlát           | 11,966    | 66.       | kiesett  | kiesett  |
| Ryu Sung-hyun                                                                   | Nyújtó           | 13,133    | 40.       | kiesett  | kiesett  |
| Ryu Sung-hyun                                                                   | Gyűrű            | 13,166    | 54.       | kiesett  | kiesett  |
| Ryu Sung-hyun                                                                   | Lólengés         | 12,900    | 48.*      | kiesett  | kiesett  |
| Ryu Sung-hyun                                                                   | Egyéni összetett | 80,731    | 41.       | kiesett  | kiesett  |
| Jang Hakszon (Yang Hak-seon) Kim Hanszol (Kim Han-sol) Lee Jun-ho Ryu Sung-hyun | Csapat összetett | 244,794   | 11.       | kiesett  | kiesett  |

Női
| Versenyző                    | Versenyszám      | Selejtező | Selejtező | Döntő    | Döntő    |
| Versenyző                    | Versenyszám      | Pontszám  | Helyezés  | Pontszám | Helyezés |
| ---------------------------- | ---------------- | --------- | --------- | -------- | -------- |
| I Junszo (Lee Yun-seo)       | Talaj            | 12,966    | 30.       | kiesett  | kiesett  |
| I Junszo (Lee Yun-seo)       | Felemás korlát   | 14,333    | 16.       | kiesett  | kiesett  |
| I Junszo (Lee Yun-seo)       | Gerenda          | 12,841    | 42.       | kiesett  | kiesett  |
| I Junszo (Lee Yun-seo)       | Egyéni összetett | 53,540    | 29.       | 51,632   | 21.      |
| Jo Szodzsong (Yeo Seo-jeong) | Talaj            | 12,566    | 54.       | kiesett  | kiesett  |
| Jo Szodzsong (Yeo Seo-jeong) | Ugrás            | 14,800    | 5.        | 14,733   |          |
| Jo Szodzsong (Yeo Seo-jeong) | Felemás korlát   | 12,500    | 61.       | kiesett  | kiesett  |
| Jo Szodzsong (Yeo Seo-jeong) | Gerenda          | 10,583    | 87.       | kiesett  | kiesett  |
| Jo Szodzsong (Yeo Seo-jeong) | Egyéni összetett | 50,649    | 56.       | kiesett  | kiesett  |

* - egy másik versenyzővel azonos eredményt ért el

## Úszás
Férfi
| Versenyző                                                                               | Versenyszám     | Előfutam | Előfutam | Előfutam | Elődöntő | Elődöntő | Elődöntő | Döntő   | Döntő    |
| Versenyző                                                                               | Versenyszám     | Idő      | Hely.    | Össz.    | Idő      | Hely.    | Össz.    | Idő     | Helyezés |
| --------------------------------------------------------------------------------------- | --------------- | -------- | -------- | -------- | -------- | -------- | -------- | ------- | -------- |
| Hvang Szonu (Hwang Sun-woo)                                                             | 50 m gyors      | 22,74    | 7.       | 39.      | kiesett  | kiesett  | kiesett  | kiesett | kiesett  |
| Hvang Szonu (Hwang Sun-woo)                                                             | 100 m gyors     | 47,97    | 2.       | 6.       | 47,56    | 3.       | 4.       | 47,82   | 5.       |
| Hvang Szonu (Hwang Sun-woo)                                                             | 200 m gyors     | 1:44,62  | 1.       | 1.       | 1:45,53  | 5.       | 6.       | 1:45,26 | 7.       |
| I Hodzsun (Lee Ho-joon)                                                                 | 400 m gyors     | 3:53,23  | 7.       | 26.      |          |          |          | kiesett | kiesett  |
| I Dzsuho (Lee Ju-ho)                                                                    | 100 m hát       | 53,84    | 7.       | 20.*     | kiesett  | kiesett  | kiesett  | kiesett | kiesett  |
| I Dzsuho (Lee Ju-ho)                                                                    | 200 m hát       | 1:56,77  | 2.       | 4.       | 1:56,93  | 7.       | 11.      | kiesett | kiesett  |
| Cho Sung-jae                                                                            | 100 m mell      | 59,99    | 1.       | 20.      | kiesett  | kiesett  | kiesett  | kiesett | kiesett  |
| Cho Sung-jae                                                                            | 200 m mell      | 2:10,17  | 6.       | 19.      | kiesett  | kiesett  | kiesett  | kiesett | kiesett  |
| Mun Szungu (Moon Seung-woo)                                                             | 100 m pillangó  | 53,59    | 3.       | 47.      | kiesett  | kiesett  | kiesett  | kiesett | kiesett  |
| Mun Szungu (Moon Seung-woo)                                                             | 200 m pillangó  | 1:58,09  | 7.       | 28.      | kiesett  | kiesett  | kiesett  | kiesett | kiesett  |
| Lee Yoo-yeon Hvang Szonu (Hwang Sun-woo) Kim Umin (Kim Woo-min) I Hodzsun (Lee Ho-joon) | 4 × 200 m gyors | 7:15,03  | 7.       | 13.      |          |          |          | kiesett | kiesett  |

Női
| Versenyző                                                                         | Versenyszám     | Előfutam | Előfutam | Előfutam | Elődöntő | Elődöntő | Elődöntő | Döntő   | Döntő    |
| Versenyző                                                                         | Versenyszám     | Idő      | Hely.    | Össz.    | Idő      | Hely.    | Össz.    | Idő     | Helyezés |
| --------------------------------------------------------------------------------- | --------------- | -------- | -------- | -------- | -------- | -------- | -------- | ------- | -------- |
| Han Da-kyung                                                                      | 400 m gyors     | 4:16,49  | 5.       | 21.      |          |          |          | kiesett | kiesett  |
| Han Da-kyung                                                                      | 800 m gyors     | 8:46,66  | 5.       | 28.      |          |          |          | kiesett | kiesett  |
| Han Da-kyung                                                                      | 1500 m gyors    | 16:33,59 | 5.       | 28.      |          |          |          | kiesett | kiesett  |
| I Undzsi (Lee Eun-ji)                                                             | 100 m hát       | 1:00,14  | 6.       | 20.      | kiesett  | kiesett  | kiesett  | kiesett | kiesett  |
| I Undzsi (Lee Eun-ji)                                                             | 200 m hát       | 2:11,72  | 6.       | 18.      | kiesett  | kiesett  | kiesett  | kiesett | kiesett  |
| An Szehjon (An Se-hyeon)                                                          | 100 m pillangó  | 59,32    | 8.       | 23.      | kiesett  | kiesett  | kiesett  | kiesett | kiesett  |
| Kim Szojong (Kim Seo-yeong)                                                       | 200 m vegyes    | 2:11,54  | 6.       | 15.      | 2:11,38  | 7.       | 12.      | kiesett | kiesett  |
| Jung Hyun-young Kim Szojong (Kim Seo-yeong) Han Da-kyung An Szehjon (An Se-hyeon) | 4 × 200 m gyors | 8:11,16  | 8.       | 14.      |          |          |          | kiesett | kiesett  |

* - egy másik versenyzővel azonos időt ért el

## Vitorlázás
Férfi
| Versenyző             | Versenyszám     | Futam | Futam | Futam | Futam | Futam | Futam | Futam | Futam | Futam | Futam | Futam | Futam | Futam   | Pontszám | Helyezés |
| Versenyző             | Versenyszám     | 1     | 2     | 3     | 4     | 5     | 6     | 7     | 8     | 9     | 10    | 11    | 12    | É       | Pontszám | Helyezés |
| --------------------- | --------------- | ----- | ----- | ----- | ----- | ----- | ----- | ----- | ----- | ----- | ----- | ----- | ----- | ------- | -------- | -------- |
| Cho Won-woo           | Szörfvitorlázás | 22    | 15    | 21    | 22    | 7     | (26)  | 10    | 14    | 9     | 11    | 18    | 18    | kiesett | 167      | 17.      |
| Ha Dzsimin (Ha Jimin) | Laser           | 20    | 8     | (26)  | 7     | 7     | 10    | 6     | 14    | 10    | 6     |       |       | 10      | 98       | 7.       |
| Pak Konu Cso Szongmin | 470-es osztály  | (17)  | 16    | 14    | 15    | 3     | 17    | 15    | 14    | 1     | 9     |       |       | kiesett | 104      | 14.      |

## Vívás
Férfi
| Versenyző | Versenyszám       | Selejtező                 | 32-es főtábla                      | Nyolcaddöntő                  | Negyeddöntő                                                             | Elődöntő                                                                                  | Bronz- mérkőzés                                                                                    | Döntő                                                                   | Helyezés |
| Versenyző | Versenyszám       | Ellenfél Eredmény         | Ellenfél Eredmény                  | Ellenfél Eredmény             | Ellenfél Eredmény                                                       | Ellenfél Eredmény                                                                         | Ellenfél Eredmény                                                                                  | Ellenfél Eredmény                                                       | Helyezés |
| --- | ----------------- | ------------------------- | ---------------------------------- | ----------------------------- | ----------------------------------------------------------------------- | ----------------------------------------------------------------------------------------- | -------------------------------------------------------------------------------------------------- | ----------------------------------------------------------------------- | -------- |
| Lee Kwang-hyun | Tőr, egyéni       | erőnyerő                  | Kirill Borodacsov (ROC) · 14–15    | kiesett                       | kiesett                                                                 | kiesett                                                                                   | kiesett                                                                                            | kiesett                                                                 | 19.      |
| Kvon Jongdzsun (Kweon Young-jun)                                                                                   | Párbajtőr, egyéni | erőnyerő                  | Bas Verwijlen (NED) · 10–15        | kiesett                       | kiesett                                                                 | kiesett                                                                                   | kiesett                                                                                            | kiesett                                                                 | 27.      |
| Pak Szangjong (Park Sang-yeong)                                                                                    | Párbajtőr, egyéni | erőnyerő                  | Jacob Hoyle (USA) · 15–10          | Minobe Kazujaszu (JPN) · 15–6 | Siklósi Gergely (HUN) · 12–15                                           | kiesett                                                                                   | kiesett                                                                                            | kiesett                                                                 | 7.       |
| Ma Szegon (Ma Se-geon)                                                                                             | Párbajtőr, egyéni | Roman Petrov (KGZ) · 7–15 | kiesett                            | kiesett                       | kiesett                                                                 | kiesett                                                                                   | kiesett                                                                                            | kiesett                                                                 | 33.      |
| Ku Bongil (Gu Bon-gil)                                                                                             | Kard, egyéni      | erőnyerő                  | Matyas Szabo (GER) · 8–15          | kiesett                       | kiesett                                                                 | kiesett                                                                                   | kiesett                                                                                            | kiesett                                                                 | 19.      |
| Kim Dzsonghvan (Kim Jeong-hwan)                                                                                    | Kard, egyéni      | erőnyerő                  | Konsztantyin Lohanov (ROC) · 15–11 | Eli Dershwitz (USA) · 15–9    | Kamil Ibragimov (ROC) · 15–14                                           | Luigi Samele (ITA) · 12–15                                                                | Sandro Bazadze (GEO) · 15–11                                                                       |                                                                         |          |
| O Szanguk (Oh Sang-uk)                                                                                             | Kard, egyéni      | erőnyerő                  | Andrew Mackiewicz (USA) · 15–7     | Mohamed Amer (EGY) · 15–9     | Sandro Bazadze (GEO) · 13–15                                            | kiesett                                                                                   | kiesett                                                                                            | kiesett                                                                 | 5.       |
| Szong Dzseho (Song Jae-ho) Kvon Jongdzsun (Kweon Young-jun) Pak Szangjong (Park Sang-yeong) Ma Szegon (Ma Se-geon) | Párbajtőr, csapat |                           |                                    | erőnyerő                      | Svájc (SUI) · Max Heinzer · Michele Niggeler · Benjamin Steffen · 44–39 | Japán (JPN) · Jamada Maszaru · Kanó Kóki · Ujama Szatoru · 38–45                          | Kína (CHN) · Vang Ce-csö (Wang Zijie) · Tung Csao (Dong Chao) · Lan Ming-hao (Lan Minghao) · 45–42 |                                                                         |          |
| Ku Bongil (Gu Bon-gil) Kim Dzsonghvan (Kim Jonghwan) Kim Dzsunho (Kim Junho) O Szanguk (Oh Sang-uk)                | Kard, csapat      |                           |                                    | erőnyerő                      | Egyiptom (EGY) · Mohamed Amer · Ziad El-Sissy · Mohab Samer · 45–39     | Németország (GER) · Max Hartung · Richard Hübers · Matyas Szabo · Benedikt Wagner · 45–42 | | Olaszország (ITA) · Enrico Berrè · Luca Curatoli · Aldo Montano · 45–26 |          |

Női
| Versenyző                                                                                                | Versenyszám       | Selejtező         | 32-es főtábla                    | Nyolcaddöntő                    | Negyeddöntő                                                                         | Elődöntő | Bronz- mérkőzés                                                                  | Döntő                                                                                    | Helyezés |
| Versenyző                                                                                                | Versenyszám       | Ellenfél Eredmény | Ellenfél Eredmény                | Ellenfél Eredmény               | Ellenfél Eredmény                                                                   | Ellenfél Eredmény                                                                                             | Ellenfél Eredmény                                                                | Ellenfél Eredmény                                                                        | Helyezés |
| --- | ----------------- | ----------------- | -------------------------------- | ------------------------------- | ----------------------------------------------------------------------------------- | --- | -------------------------------------------------------------------------------- | ---------------------------------------------------------------------------------------- | -------- |
| Cson Hiszuk                                                                                              | Tőr, egyéni       | erőnyerő          | Azuma Rio (JPN) · 11–10          | Chen Qingyuan (CHN) · 14–11     | Inna Gyeriglazova (ROC) · 7–15                                                      | kiesett | kiesett                                                                          | kiesett                                                                                  | 7.       |
| Cshö Indzsong (Choi In-jeong)                                                                            | Párbajtőr, egyéni | erőnyerő          | Aizanat Murtazaeva (ROC) · 11–15 | kiesett                         | kiesett                                                                             | kiesett | kiesett                                                                          | kiesett                                                                                  | 17.      |
| Kang Jongmi (Kang Young-mi)                                                                              | Párbajtőr, egyéni | erőnyerő          | Szató Nozomi (JPN) · 14–15       | kiesett                         | kiesett                                                                             | kiesett | kiesett                                                                          | kiesett                                                                                  | 19.      |
| Szong Szera (Song Se-ra)                                                                                 | Párbajtőr, egyéni | erőnyerő          | Katharine Holmes (USA) · 15–12   | Ana Maria Popescu (ROU) · 6–15  | kiesett                                                                             | kiesett | kiesett                                                                          | kiesett                                                                                  | 13.      |
| Kim Dzsijon (Kim Ji-yeon)                                                                                | Kard, egyéni      | erőnyerő          | Nada Hafez (EGY) · 15–4          | Mariel Zagunis (USA) · 12–15    | kiesett                                                                             | kiesett | kiesett                                                                          | kiesett                                                                                  | 10.      |
| Jun Dzsiszu (Yoon Ji-su)                                                                                 | Kard, egyéni      | erőnyerő          | Martina Criscio (ITA) · 15–11    | Zaynab Dayibekova (UZB) · 12–15 | kiesett                                                                             | kiesett | kiesett                                                                          | kiesett                                                                                  | 11.      |
| Cshö Szujon (Choi Soo-yeon)                                                                              | Kard, egyéni      | erőnyerő          | Cécilia Berder (FRA) · 15–11     | Márton Anna (HUN) · 12–15       | kiesett                                                                             | kiesett | kiesett                                                                          | kiesett                                                                                  | 14.      |
| I Hjein (Lee Hye-in) Cshö Indzsong (Choi In-jeong) Kang Jongmi (Kang Young-mi) Szong Szera (Song Se-ra)  | Párbajtőr, csapat |                   |                                  |                                 | Egyesült Államok (USA) · Katharine Holmes · Courtney Hurley · Kelley Hurley · 38–33 | Kína (CHN) · Hszü An-csi (Xu Anqi) · Szun Ji-ven (Sun Yiwen) · Csu Ming-je (Zhu Mingye) · Lin Seng · 38–29    |                                                                                  | Észtország (EST) · Julia Beljajeva · Irina Embrich · Erika Kirpu · Katrina Lehis · 32–36 |          |
| Kim Dzsijon (Kim Ji-yeon) Szo Dzsijon (Seo Ji-yeon) Jun Dzsiszu (Yoon Ji-su) Cshö Szujon (Choi Soo-yeon) | Kard, csapat      |                   |                                  | erőnyerő                        | Magyarország (HUN) · Katona Renáta · Márton Anna · Pusztai Liza · 45–40             | Az Orosz Olimpiai Bizottság versenyzői (ROC) · Olga Nyikityina · Szofja Pozdnyakova · Szofja Velikaja · 26–45 | Olaszország (ITA) · Michela Battiston · Rossella Gregorio · Irene Vecchi · 45–42 |                                                                                          |          |